# Ménagerie du Jardin des plantes

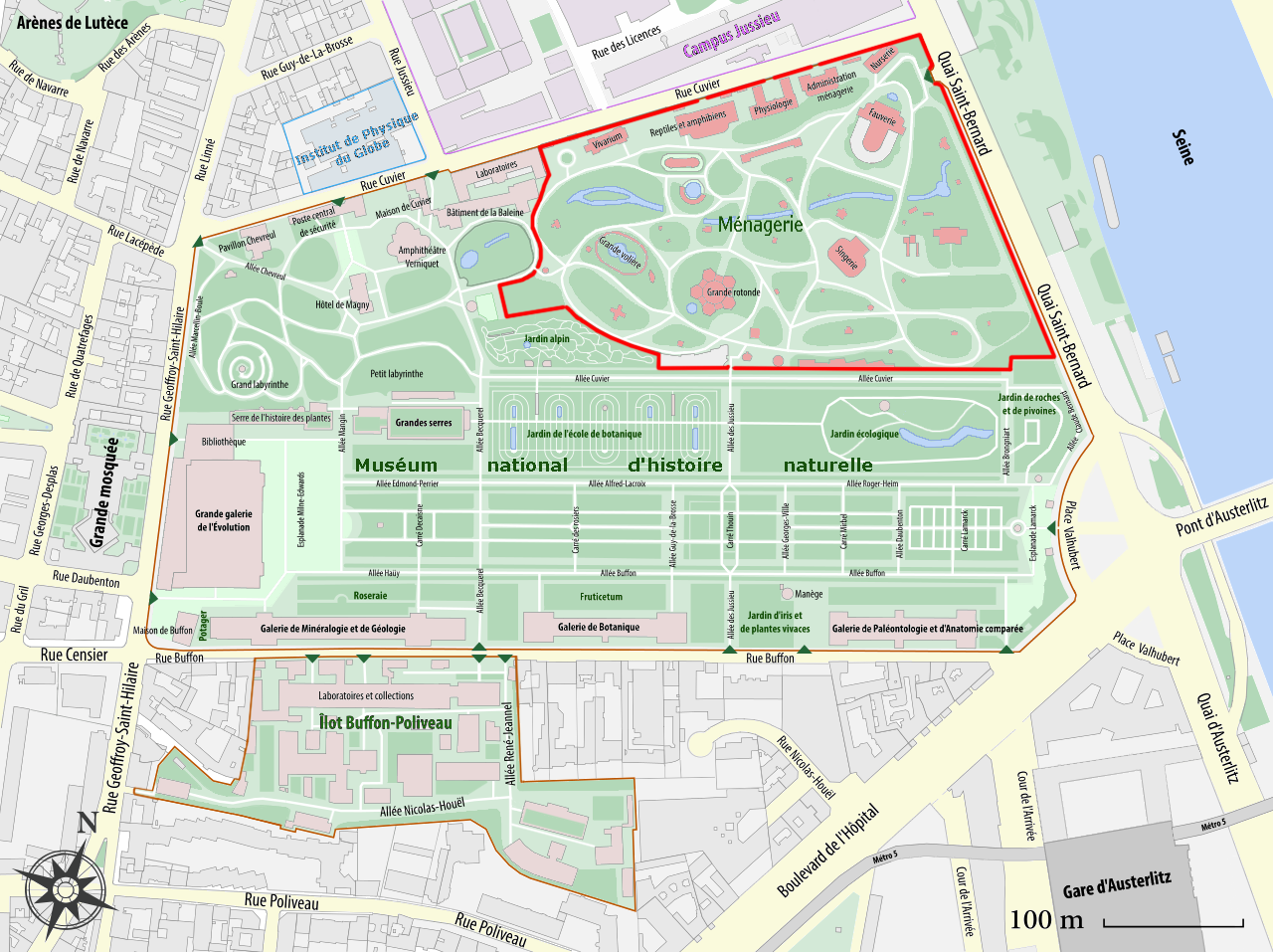
Localisation de la Ménagerie au jardin des plantes de Paris (partie payante lisérée de rouge).

La ménagerie du Jardin des plantes est un parc zoologique public du Muséum national d'histoire naturelle, situé à Paris dans le 5e arrondissement. Fondé en 1794 à l'initiative de Bernardin de Saint-Pierre, ce zoo est l'un des plus anciens du monde toujours ouverts au public. Depuis 1993, tous les bâtiments, abris horticoles ou zoologiques inclus, sont classés monuments historiques.
La ménagerie s'étend sur environ 5,5 hectares dans le quart nord-est du jardin des plantes de Paris, bordée par la rue Cuvier au Nord-Ouest et le quai Saint-Bernard au Nord-Est. Elle présente au public environ 600 mammifères, oiseaux, reptiles et amphibiens, auxquels s'ajoutent des invertébrés, pour un total de 189 espèces. C'est l'un des rares zoos français à présenter des kangourous arboricoles, des orangs-outans et des diables de Tasmanie.
Comme le parc zoologique de Paris (dit « zoo de Vincennes ») et la réserve zoologique de la Haute-Touche, la ménagerie a longtemps été gérée par la chaire d'éthologie du Muséum ; lors de la réorganisation du Muséum en 2001, elle fut rattachée au « département des jardins botaniques et zoologiques » et depuis 2017 au département « Adaptations du vivant » qui gère environ 3 500 animaux vivants. Depuis avril 2023, Aude Bourgeois est la directrice de la ménagerie.
Elle est membre permanent de l'Association européenne des zoos et aquariums et s'engage dans la conservation ex situ en participant à des programmes européens pour les espèces menacées (EEP et ESB), dont elle en coordonne cinq. Elle est également membre de l'Association mondiale des zoos et aquariums (WAZA).

## Histoire

### Création de la ménagerie
L'idée de la fondation d'une ménagerie à Paris commence à germer pendant la période de la Révolution française, en 1792. Après que Louis XVI a été contraint d'abandonner Versailles pour retourner à Paris en octobre 1789, la ménagerie royale de Versailles tombe en ruine et subit les pillages, de nombreux animaux étant même tués. Le 19 septembre 1792, à la veille de la Première République, le régisseur du domaine de Versailles écrit à Bernardin de Saint-Pierre, alors surintendant du Jardin des plantes de Paris, pour l’informer qu’Étienne Clavière, le ministre des Finances, l’a chargé d’offrir au Cabinet d’histoire naturelle les derniers animaux de la ménagerie de Versailles afin qu'ils y soient exposés taxidermisés. Lorsqu'il visite les lieux, seuls subsistent cinq animaux sauvages : un quagga, un bubale, un goura, un lion d'Afrique et un rhinocéros indien. De retour à Paris, il rédige son Mémoire sur la nécessité de joindre une ménagerie au Jardin national des plantes de Paris, dans lequel il s'adresse à la Convention nationale afin de la convaincre de fonder cette institution présentant des animaux vivants, principalement à des fins d'étude du règne animal et d'instruction publique, mais aussi pour le progrès des arts naturalistes, de l'économie rurale et de la philosophie.
Les premiers animaux à arriver sur le site sont des animaux confisqués aux forains qui les exhibaient dans les rues de la capitale et dont l'activité est interdite par arrêté municipal le 4 novembre 1793. Ils sont rejoints par les animaux des ménageries de Versailles et du Raincy (appartenant au duc d'Orléans), respectivement le 26 avril et le 27 mai 1794.
La ménagerie du Jardin des plantes ouvre officiellement le 11 décembre 1794, ce qui en fait un des zoos les plus anciens du monde toujours ouverts au public, après celui de Schönbrunn à Vienne qui est fondé dès 1752. Lorsqu'elle ouvre, elle n’a pas encore l’étendue qui est la sienne aujourd’hui : la partie nord était encore partagée entre des propriétés privées. Elle n’acquerra sa surface présente qu’en 1860, lorsque Isidore Geoffroy Saint-Hilaire, alors directeur du Muséum, préconisera d’agrandir la ménagerie pour y étudier le comportement des animaux dans des espaces plus appropriés. Lors de son ouverture la ménagerie abrite seulement 58 animaux : 32 mammifères et 26 oiseaux (dont un lion, un quagga, un bubale, des paons, des daims, des moutons, des chèvres, des singes, des ours, un chameau et un taureau).

### Diversification des espèces jusqu'à la fin duXIXesiècle

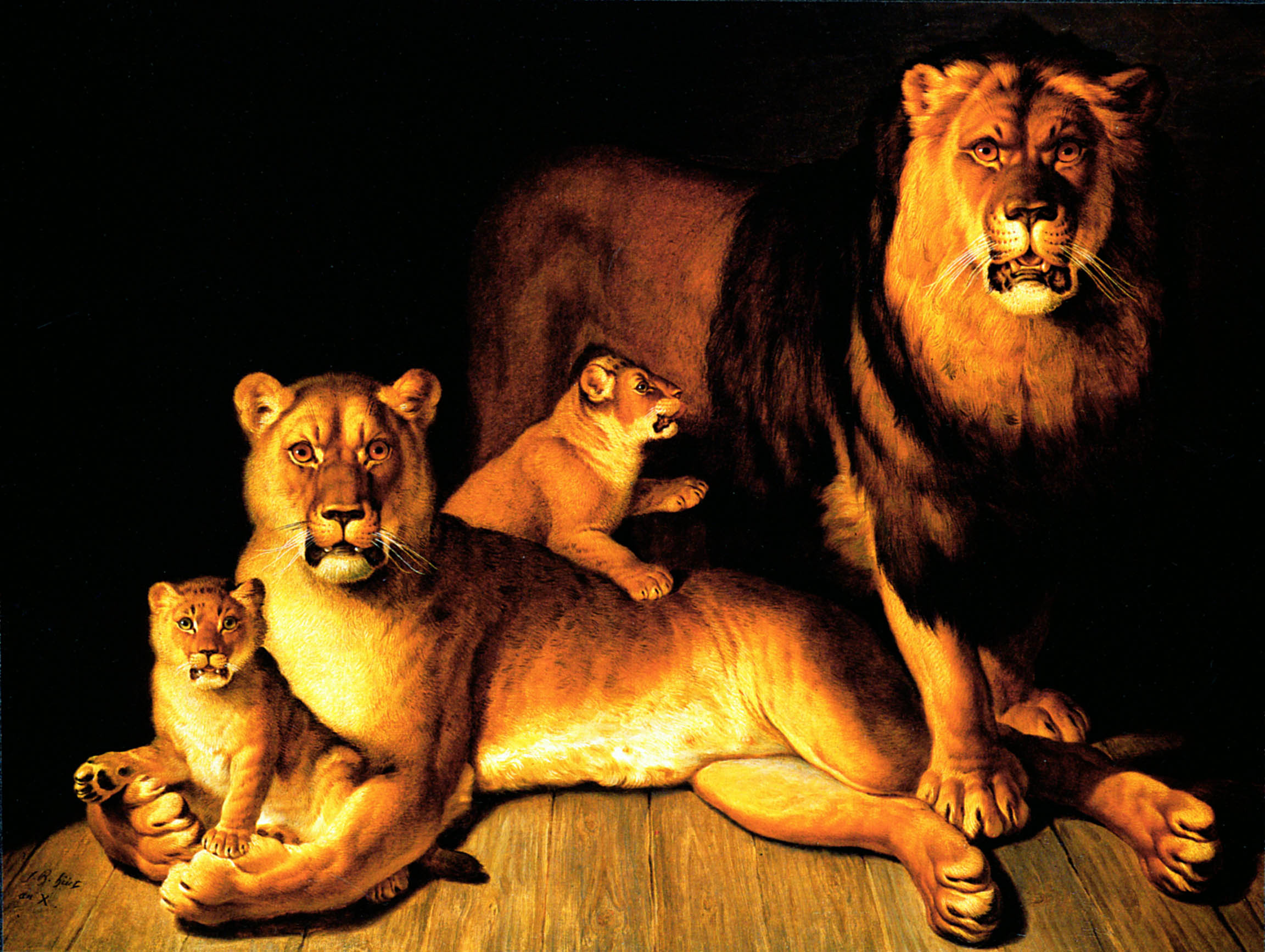
Les lions Marc et Constantine et leur troisième portée de lionceaux, née le 17 juillet 1801.

À partir de 1798, la jeune ménagerie accueille plusieurs animaux ramenés par les armées de la Convention, puis par les armées napoléoniennes : ainsi l'année 1798 voit l'arrivée des lions d'Afrique Marc et Constantine (offerts par le roi du Maroc et le dey d'Alger, ils donnent naissance à trois lionceaux dès 1800), ainsi que des éléphants asiatiques Hans et Parkie (réquisitionnés à la ménagerie du stathouder de Hollande) qui seront hébergés au parc respectivement de 1798 à 1802 pour Han, et de 1798 à 1817 pour Parkie. D'autres animaux affluent donnés ou réquisitionnés : les ours de Berne et des porcs-épics donnés par le gouverneur du Cap.
Au cours de son histoire, elle a présenté une grande variété d’espèces animales, dont la première girafe présentée en France (Zarafa, en 1826), des hippopotames, des ours bruns, blancs et malais, des bisons, des tigres, des gorilles, des chimpanzés, des phoques ou des otaries.
Beaucoup de constructions, parfois sophistiquées pour l’époque, ont été édifiées à cet effet au XIXe et au début du XXe siècle, succédant aux enclos et cages sommaires du début : rotonde, fosses aux ours, singeries, fauveries, maisons des rapaces et des reptiles, faisanderies. Au fil du temps, on y a installé des fosses aux ours (1805), des loges des « animaux féroces » (1817-1821), une rotonde des « animaux paisibles » (1804-1812), un palais des singes (1835-1837), un pavillon des reptiles (1870-1874), un bassin des crocodiles, un bassin des otaries (1882), une grande volière, une faisanderie (1881), une cage des oiseaux de proie (1820-1825), auxquelles s’ajoute la grande volière métallique édifiée en 1888 par Alphonse Milne-Edwards pour l’Exposition universelle de 1889 et toujours utilisée.

### Guerres et renouveaux de 1870 à la fin duXXesiècle
Au XIXe siècle, des promenades à dos d'éléphant d'Asie et de dromadaire avaient lieu pour le public dans les allées de la ménagerie moyennant un supplément ; elles ont cessé dans les années 1930 pour des raisons de sécurité (chutes). Lors du siège de Paris (1870-1871), la ménagerie est bombardée et le parc ne peut plus subvenir aux besoins de ses pensionnaires : les animaux, dont les éléphants Castor et Pollux, sont alors abattus puis mangés par les Parisiens assiégés et affamés.
Quelques animaux comme des primates, des lions, des tigres, des hippopotames et un rhinocéros seront toutefois épargnés et les collections animales vite reconstitués après la guerre.
Dans les années 1890, après presque cent ans d'existence, plusieurs bâtiments vieillissants sont en très mauvais état, telle la rotonde. En 1910 la ménagerie abrite presque 1 700 animaux : 407 mammifères, 636 oiseaux, 216 reptiles, 237 amphibiens et 197 poissons. Les périodes de pénurie, lors de la Première Guerre mondiale, entraînent une sévère réduction du nombre d'animaux : en 1918 il ne reste que 124 mammifères et 205 oiseaux.

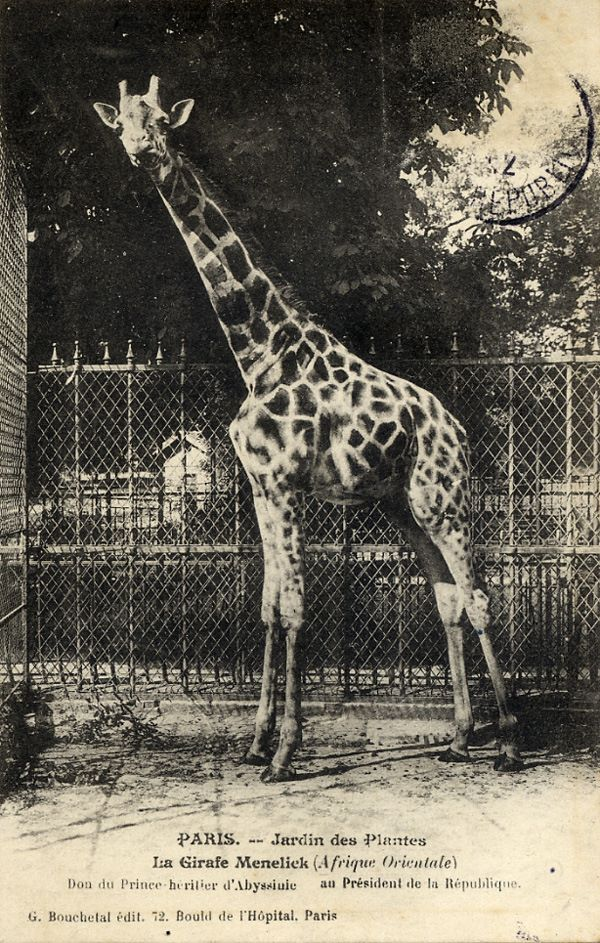
La girafe Menelik, arrivé en 1911, don du prince héritier d’Abyssinie Menelik II au président Armand Fallières.
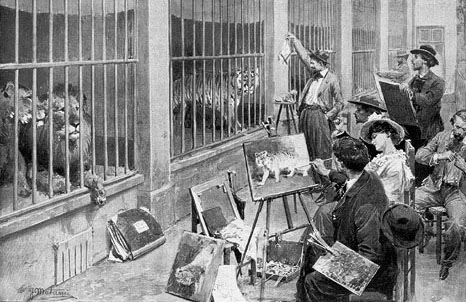
Peintres animaliers devant les félins (1902).
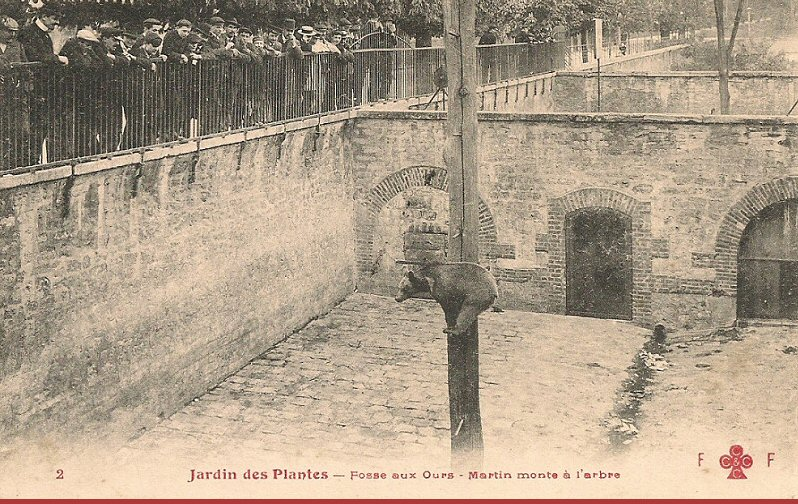
Fosse aux ours bruns (vers 1900).
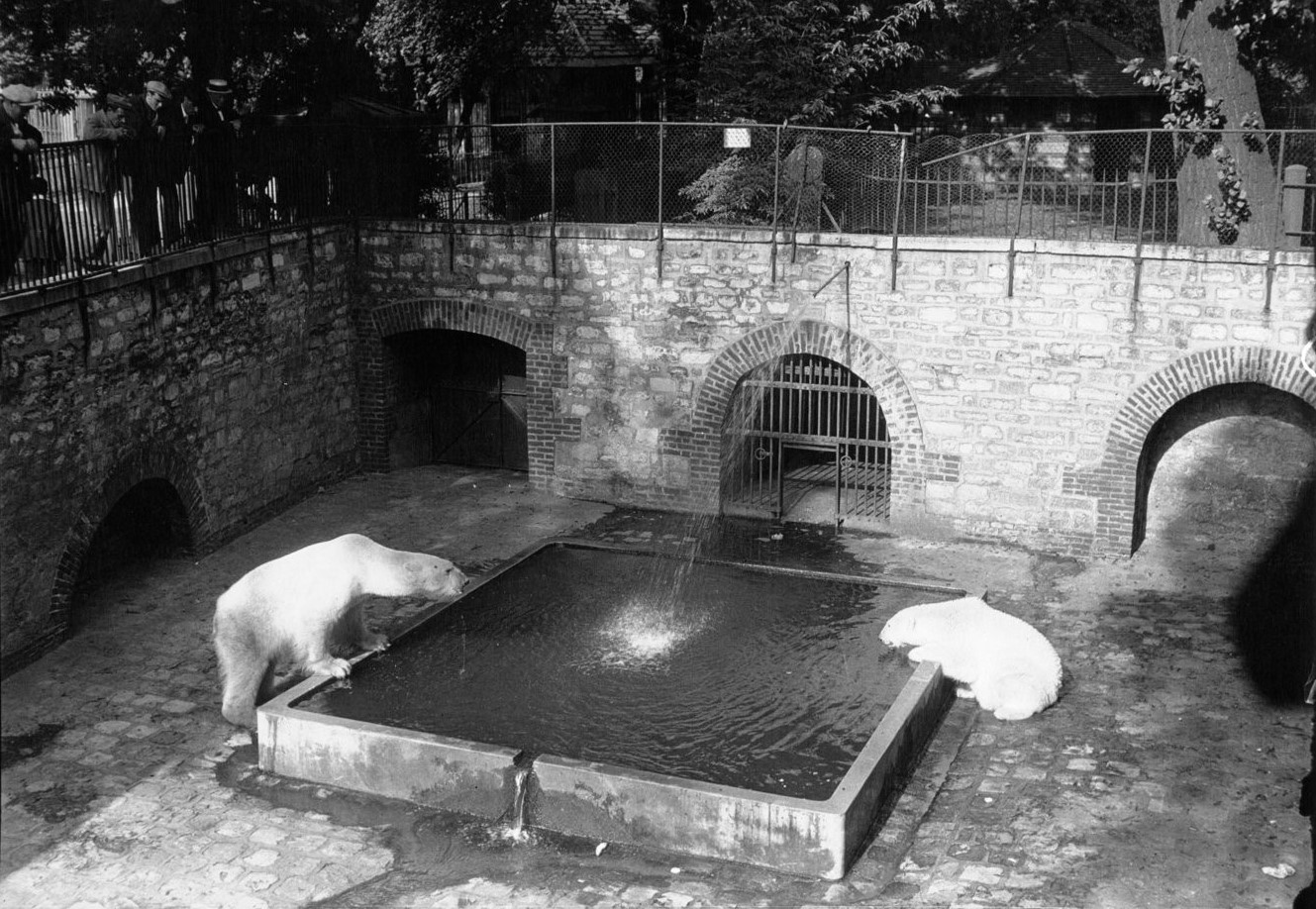
Fosse aux ours blancs (1932).
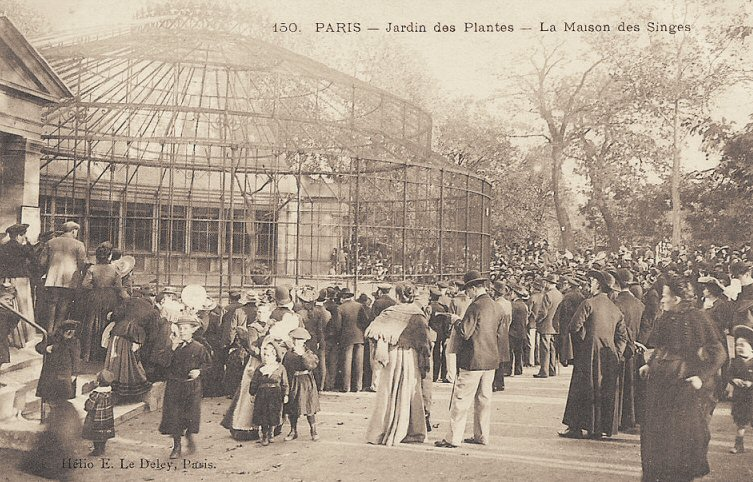
Maison des singes construite dans les années 1830 et détruite en 1934.

À partir de 1926, la ménagerie est protégée au titre des monuments historiques par plusieurs arrêtés (inscriptions en 1926, 1937, 1964, 1989 et 1992 ; classements en 1930 et 1937).
Le parc zoologique de Vincennes vient en 1934 compléter la Ménagerie et accueillir les animaux qui y étaient à l’étroit, tels les éléphants ou les girafes. La ménagerie tente elle aussi de se moderniser, les vieux bâtiments centenaires que sont alors les « loges des animaux féroces » et le « palais des singes » sont démolis et remplacés par la singerie (1934) et la fauverie (1937) actuelle.

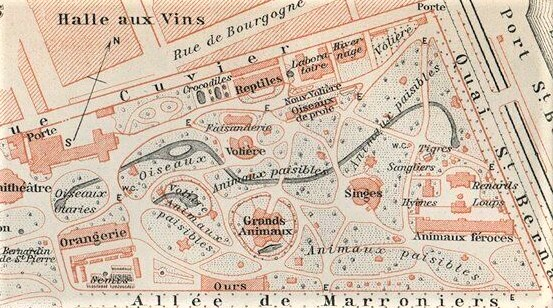
Plan de la Ménagerie en 1910.

Au milieu du XXe siècle, la ménagerie nécessite des rénovations qui ne peuvent être entreprises, faute de moyens (c'était aussi l'époque où la galerie de Zoologie, depuis 1994 renommée « grande galerie de l'Évolution », avait dû fermer parce qu'il pleuvait à travers sa verrière). Les animaux vivaient dans des installations généralement dégradées et exiguës et par conséquent la ménagerie est contestée par les mouvements anti-zoos et éclipsée par des parcs zoologiques plus modernes (zoo de Vincennes, Thoiry ZooSafari).
C’est à partir des années 1980 qu’une politique de réhabilitation de la ménagerie peut enfin être mise en œuvre, avec plusieurs rénovations successives (volières à rapaces, rotonde, pavillon d’herpétologie…). En 1993, un nouvel arrêté classe monuments historiques les bâtiments, sols et clôtures de la ménagerie,.

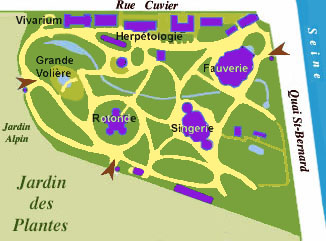
Distribution des enclos et des vivarii dans la ménagerie du Jardin des plantes, classée, avec l'ensemble des bâtiments, monument historique le 24 mars 1993.

Une nette préférence est alors accordée à la conservation et présentation d’espèces de petite et moyenne taille, généralement peu connues et menacées d’extinction. Ainsi de 1991 à 1996, la Ménagerie accueille en moyenne 459 000 visiteurs annuels.

### Contestations au nom de la défense des animaux et adaptations auXXIesiècle
Dès 1979, la Fondation droit animal, éthique et sciences avait entrepris des actions ayant pour objectif de faire fermer la Ménagerie, au nom de la défense de ses pensionnaires. L'association propose alors, avec l'appui d'écoles municipales limitrophes, un projet architectural visant à transformer le parc zoologique en ferme pédagogique. Les soigneurs prennent conscience dans les années 1980 que les animaux peuvent souffrir de la captivité. Les plus grandes espèces (éléphant, girafe, lion, tigre, guépard, gorille, chimpanzé, ours, loup, zèbre, hippopotame, rhinocéros, yack, panthère des neiges), quittent progressivement la ménagerie des années 1970 à 2020 à mesure que le respect des droits des animaux progresse dans la société française. En effet, les installations de petite taille, impossibles à agrandir dans cet espace enclavé, n’offrent pas des conditions de vie compatibles avec les besoins de ces grands animaux. Ces espèces ne sont aujourd'hui plus présentées à la Ménagerie, mais pour certaines au zoo de Vincennes, plus vaste et rouvert après rénovation en 2014. En parallèle, des programmes d'enrichissement sont mis en place pour lutter contre l'ennui et le mal-être engendrés par la privation de liberté. Les perroquets sont entrainés à la réflexion, les orang-outang disposent de jeux et peuvent exercer leur créativité via la peinture et les fauves sont incités à rechercher leur nourriture.
Un projet de construction d'un espace de 585 m2 et de 15 m de haut, reliée à la singerie actuelle par un souterrain, est envisagé à partir de 2015 pour fournir aux orangs-outans de Bornéo, l'une des grandes espèces dont la ménagerie ne s'est pas séparée, un lieu de vie plus approprié que l'actuelle singerie de 1934 qui ne répond plus aux objectifs de bien-être animal. En avril 2016, le directeur attire l'attention sur la difficulté à financer ce projet à 2,5 millions d'euros, dans un contexte où la subvention annuelle de la ménagerie est passée de 17 à 4 millions d'euros, entre 2015 et 2016. Dans le cas où ce projet ne verrait pas le jour, le transfert des trois orangs-outans vers un autre parc zoologique est envisagé.
En 2014, la Ménagerie a accueilli près de 650 000 visiteurs. Son record de fréquentation date de 2011, avec 800 000 visiteurs, alors que le zoo de Vincennes est fermé pour travaux. En 2015, l'affluence diminue à 525 367 visiteurs. En 2016, elle diminue encore, à 465 230.
L'association Paris Animaux Zoopolis (PAZ) engage à partir de 2019 une campagne en faveur de la fermeture de la ménagerie, jugée trop vétuste pour pouvoir détenir ses animaux dans de bonnes conditions. La cause de l'orang-outan Nénette, ayant passé plus de 50 ans en captivité après avoir été capturée à l'âge de 3 ans est particulièrement défendue. Sensible aux arguments de l'association, l'élue municipale Danielle Simonnet dépose alors un vœu au Conseil de Paris en faveur de la fermeture de la ménagerie,,. En 2021, un collectif de scientifiques (vétérinaires, biologistes, éthologues) alertent sur les conditions d'enfermement des animaux dans une tribune publiée dans le journal Le Monde. Une pétition en ligne demandant la fermeture du zoo recueille fin 2022 près de 61 000 signatures.

### Historique des directeurs
En 2020, vingt-deux professeurs, en majorité zoologues et/ou vétérinaires, se sont succédé depuis plus de deux siècles à la direction de la Ménagerie : 
- 1793-1798 : Étienne Geoffroy Saint-Hilaire
- 1798-1801 : Mordant-Delaunay
- 1801-1802 : Jean-Baptiste de Lamarck
- 1802-1837 : Étienne Geoffroy Saint-Hilaire
- 1837-1838 : Frédéric Cuvier
- 1838-1841 : Étienne Geoffroy Saint-Hilaire
- 1841-1861 : Isidore Geoffroy Saint-Hilaire
- 1861-1876 : Henri Milne Edwards
- 1876-1900 : Alphonse Milne-Edwards
- 1900-1905 : Émile Oustalet
- 1905-1917 : Édouard Trouessard
- 1917-1920 : Edmond Perrier
- 1920-1926 : Louis Mangin
- 1926-1936 : Édouard Bourdelle
- 1936-1946 : Achille Urbain
- 1946-1979 : Jacques Nouvel
- 1979-1989 : François Doumenge
- 1989-1995 : Jean-Jacques Petter
- 1996-2001 : Gérard Dubost
- 2001-2004 : Marie-Claude Bomsel
- 2004-2009 : Jacques Rigoulet
- 2009-2023 : Michel Saint Jalme
- Depuis 2023 : Aude Bourgeois

## Conservation des espèces et coopération internationale

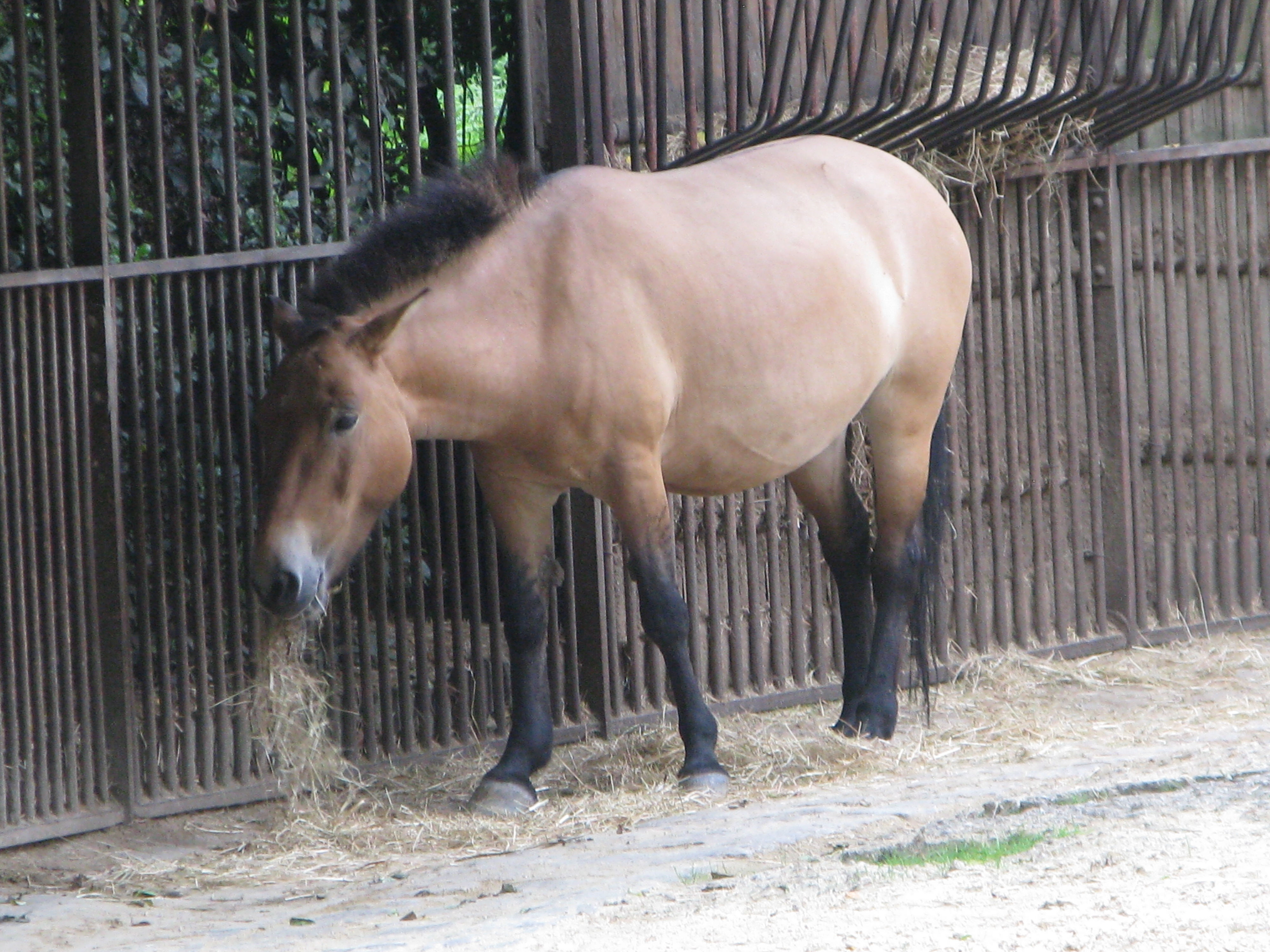
Un cheval de Przewalski de la ménagerie.

Actuellement, la ménagerie héberge environ six cents mammifères, reptiles, oiseaux et amphibiens, sur 5,5 hectares. Elle s'est spécialisée dans plusieurs groupes d'animaux :
- chez les mammifères, le cheval de Przewalski, l'orang-outan, plusieurs espèces de caprins (chèvre des montagnes Rocheuses, takin, bharal), des petits carnivores, des rongeurs et des cercopithèques ;
- chez les oiseaux, les vautours et les rapaces nocturnes sont bien représentés, de même que les faisans et certains échassiers (spatules, ibis, grues, agamis) ;
- de nombreux reptiles (dont des tortues géantes de plus de cent ans), des amphibiens et des insectes sont élevés dans la galerie d'herpétologie et au vivarium.

Diverses espèces, pour certaines menacées dans leur milieu naturel (Aras ou divers amphibiens par exemple) sont reproduites ici (notamment à la Nurserie, à l'extrémité nord) et des échanges ont lieu avec d'autres établissements similaires à travers le monde.
Les scientifiques du zoo coordonnent cinq programmes européens d'élevage conservatoire (EEP et ESB) : ceux du binturong (vulnérable), du gaur (vulnérable), du grand bharal (préoccupation mineure), de la loutre d'Europe (quasi menacée) et de l'oryx d'Arabie (vulnérable).

## Installations et faune hébergée

Distribution des espèces dans la Ménagerie.

Il présente environ 190 mammifères de 52 espèces, 260 oiseaux de 69 espèces, 100 reptiles de 27 espèces, 80 amphibiens de 13 espèces, ainsi qu'approximativement 650 invertébrés de 28 espèces au sein du vivarium. Celui-ci, construit en 1926 grâce à une souscription ouverte par René Jeannel pour la « journée Pasteur », dépendait à l'origine du laboratoire d'Entomologie du Muséum.
L'équipe de la clinique vétérinaire du zoo comprend notamment un vétérinaire spécialiste diplômé du Collège européen de médecine zoologique (ECZM).

### Galerie d'herpétologie et vivarium
La galerie d'herpétologie jadis nommée « Palais des reptiles » a été conçue en 1874 par l'architecte Jules André ; elle héberge également les laboratoires d'herpétologie du Muséum. Les tortues géantes des Seychelles y passent la saison froide ; l'été, elles sont présentées à l'extérieur, autour de la Rotonde. Ce bâtiment est fermé pour rénovation depuis début 2019.
Le vivarium, conçu par Emmanuel Pontremoli et construit sous les auspices de l'entomologiste René Jeannel en 1926 avec les fonds de la journée Pasteur, présente des amphibiens (grenouilles, axolotls), des arthropodes (cétoines, phasmes, mygales, scorpions, iules) et des serpents (vipère du Gabon).
La vétusté du pavillon des reptiles et de son mobilier zoologique a conduit à sa fermeture en janvier 2019. Les travaux de restauration et de réaménagement doivent commencer en 2025, pour une réouverture au public prévue en 2027.

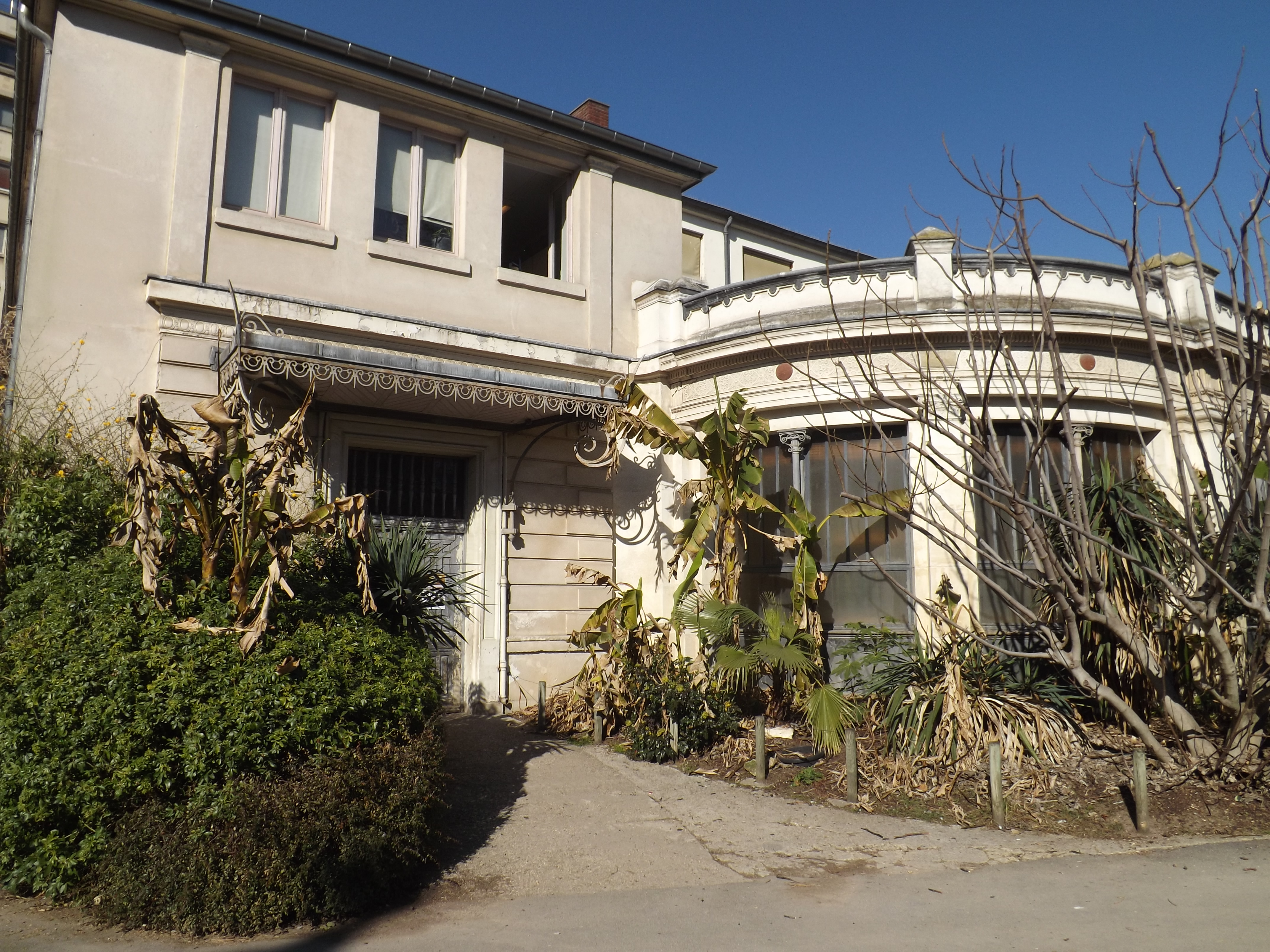
L'entrée de la galerie d'herpétologie.
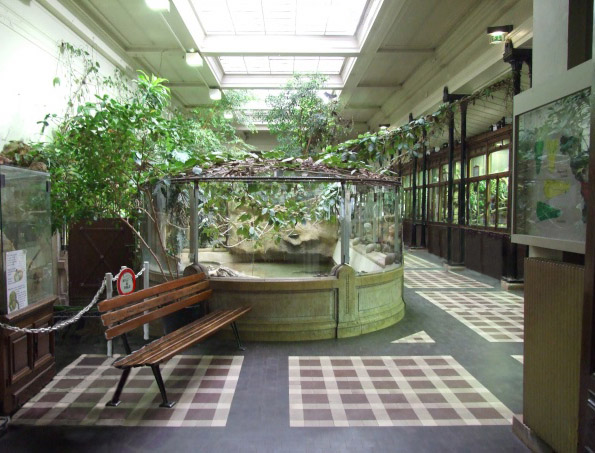
Intérieur de la galerie d'herpétologie.
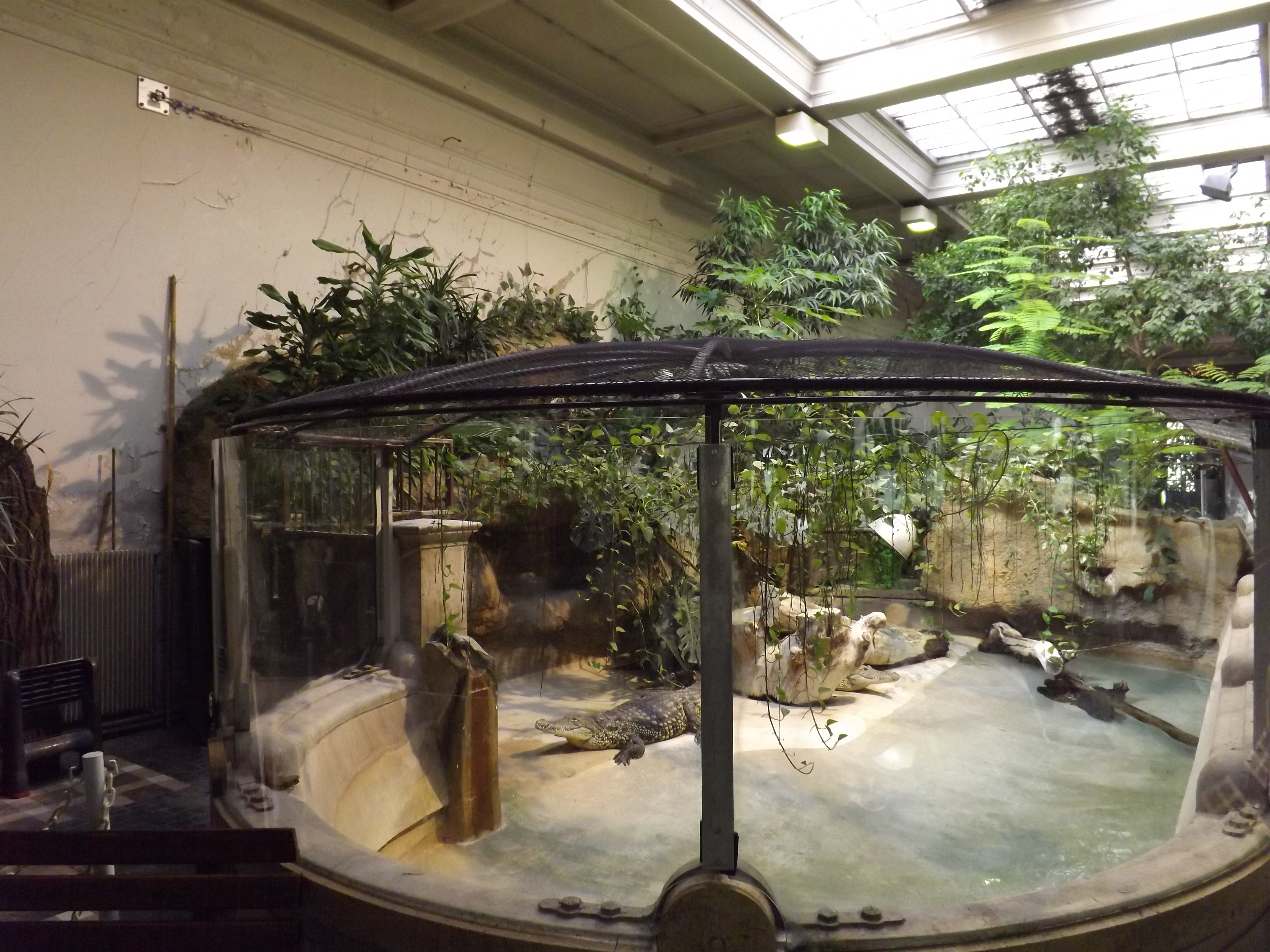
Bassin des crocodiles du Nil dans la galerie.
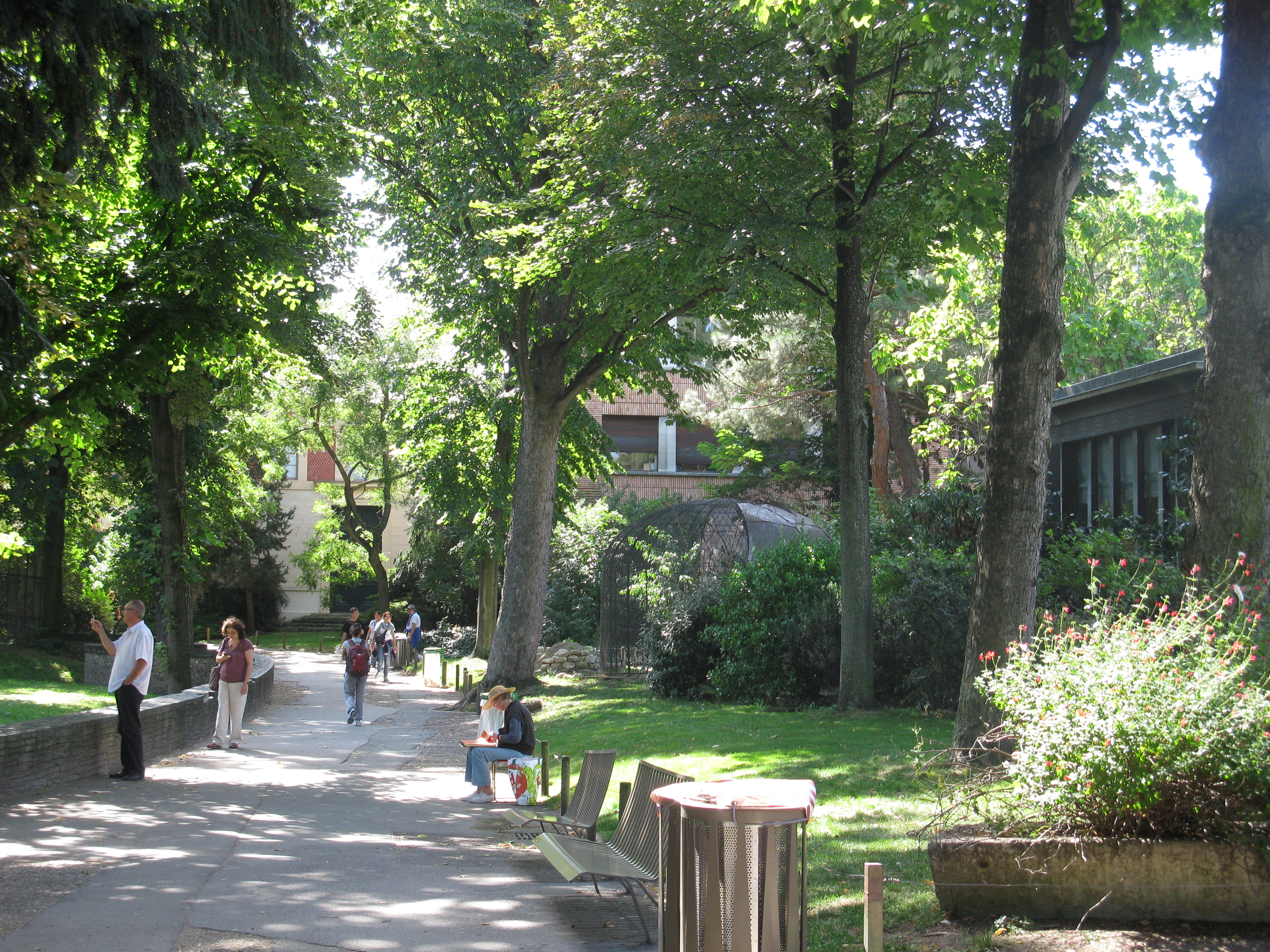
À droite, le vivarium.
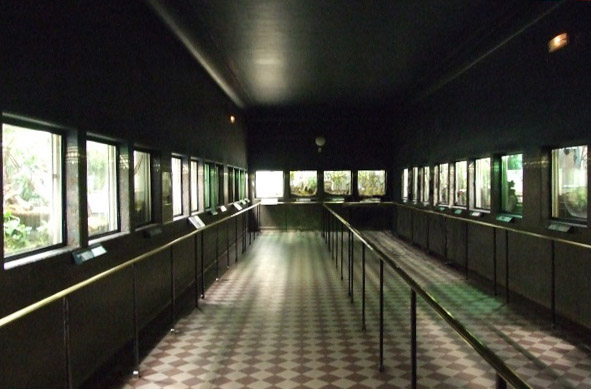
L'intérieur du vivarium.

### Fauverie

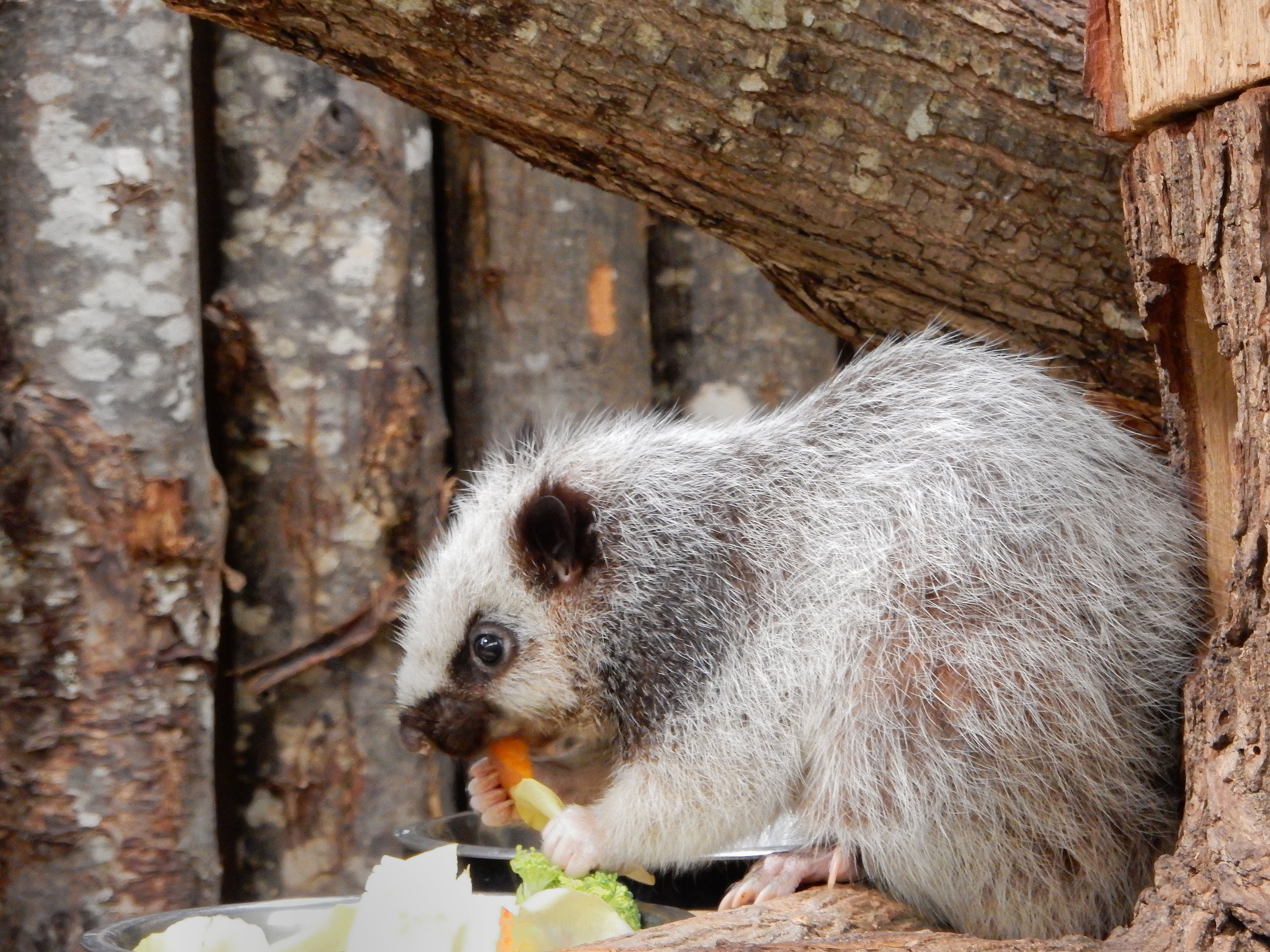
Rat des nuages (Phloeomys pallidus).

La fauverie est conçue en 1937 par l'architecte René Berger, en remplacement de la « loge des animaux féroces » construite par Jacques Molinos entre 1817 et 1821, dans un but de modernisation des installations. Ce nouveau bâtiment comprend de nombreux bas-reliefs animaliers de sculpteurs français : Berthe Martinie, Georges Hilbert, Anna Quinquaud et Auguste Seysses. À l'extérieur, on peut voir un groupe en bronze de Paul Jouve, Lion tuant une chèvre.
La ménagerie s'est progressivement séparée de ses grands félins, trop à l'étroit dans les petites cages de la fauverie : elle ne présente ainsi plus de tigres, et le jaguar noir Aramis a rejoint le parc zoologique de Paris à sa réouverture.
Elle abrite actuellement des martres à gorge jaune, des caracals, des panthères nébuleuses, des panthères de Chine du Nord, mais aussi d'autres mammifères à l'occasion comme des rats des nuages.

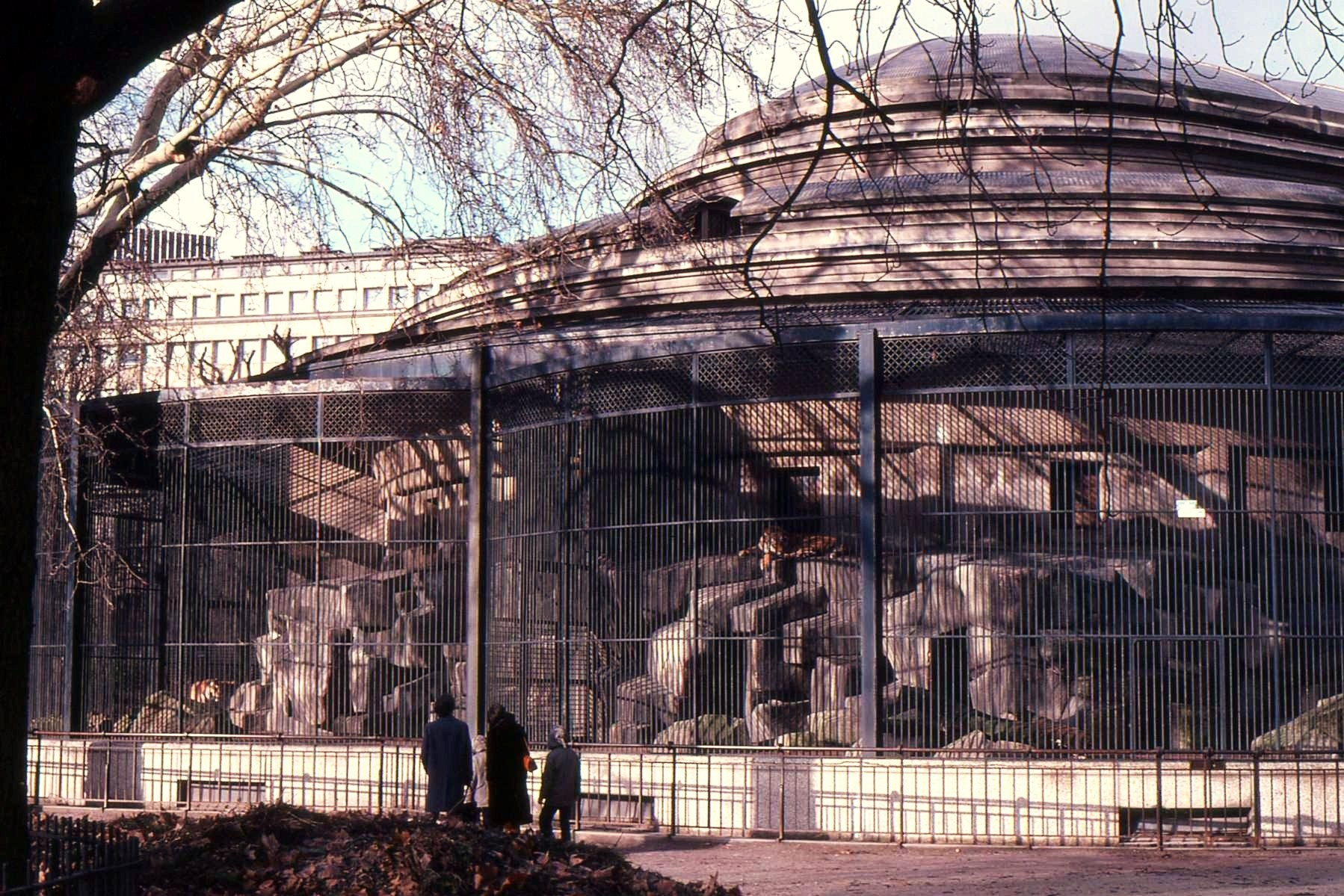
La fauverie en 1979 lorsque des tigres étaient encore présentés.
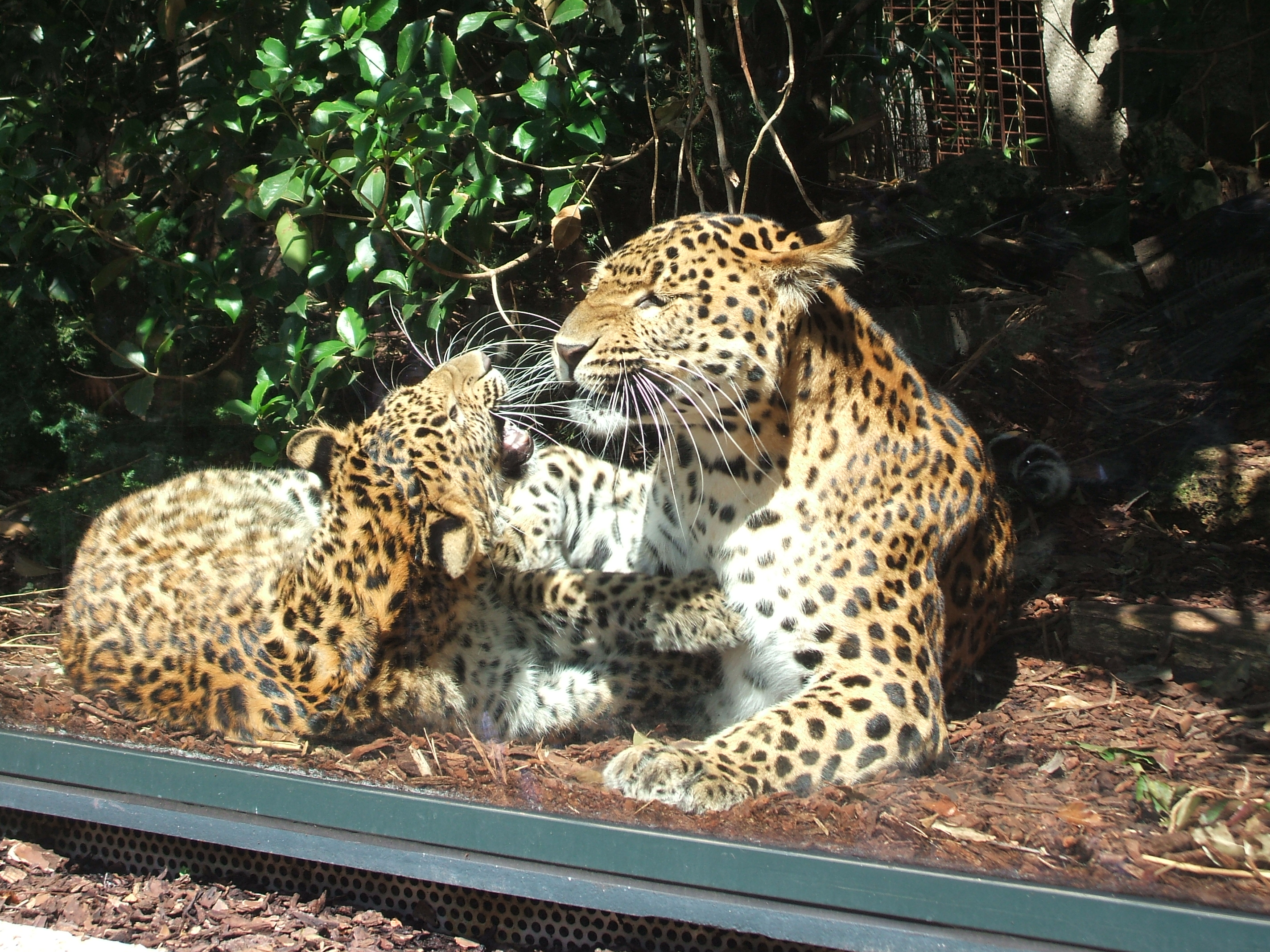
Panthère de Chine du Nord jouant avec son petit.
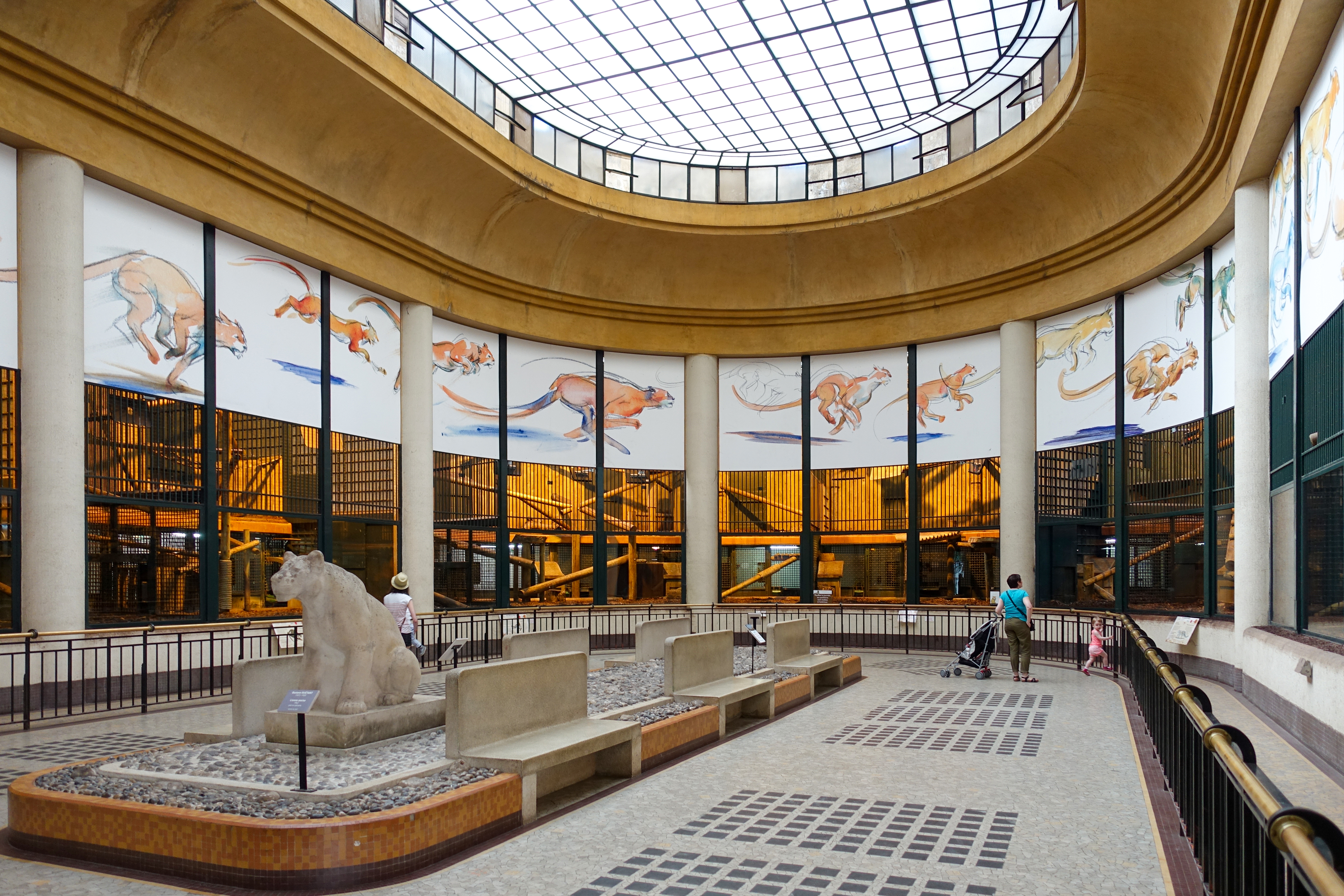
Intérieur de la fauverie.

### Singerie
L'actuelle singerie a été construite en 1934 par l'architecte François-Benjamin Chaussemiche, à l'emplacement de l'ancien « Palais des singes » édifié de 1833 à 1836. Afin de mieux prendre en compte les besoins de ces animaux, elle couvre une superficie de 2 000 m2. Elle se compose d'une construction centrale dont le pourtour constitue les lieux de vie des singes, avec des espaces visibles depuis l'intérieur et l'extérieur, ainsi que de deux grandes cages rotondes attenantes, à l'est et à l'ouest, dont ne subsistent aujourd'hui que les bases. Les visiteurs peuvent observer les animaux de l'extérieur, et en particulier la loge extérieure des orangs-outans qui fait saillie sur la face sud, ou bien entrer dans le bâtiment par un large vestibule, situé sur la face nord. Ce vestibule était à l'origine décoré de singes célèbres y ayant vécu et l'intérieur de la construction centrale contenait un jardin intérieur ovale orné d'une vasque de mosaïque bleue contenant des poissons exotiques.

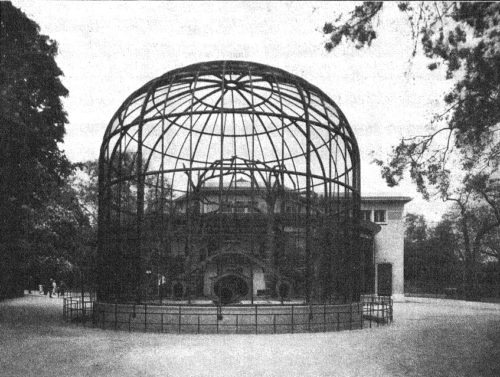
La rotonde est de la singerie en 1934.
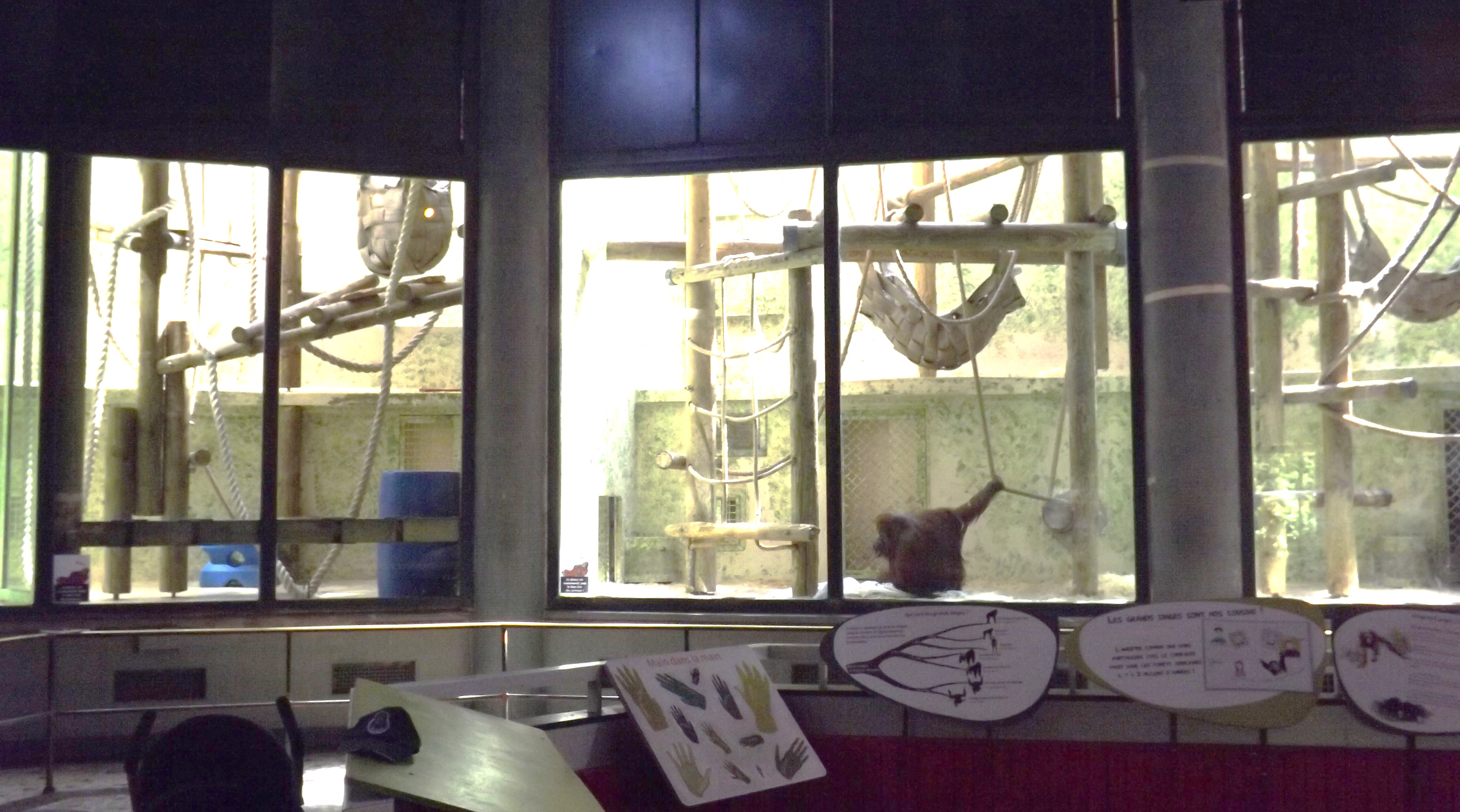
Intérieur de la singerie, vue sur les loges des orangs-outans.
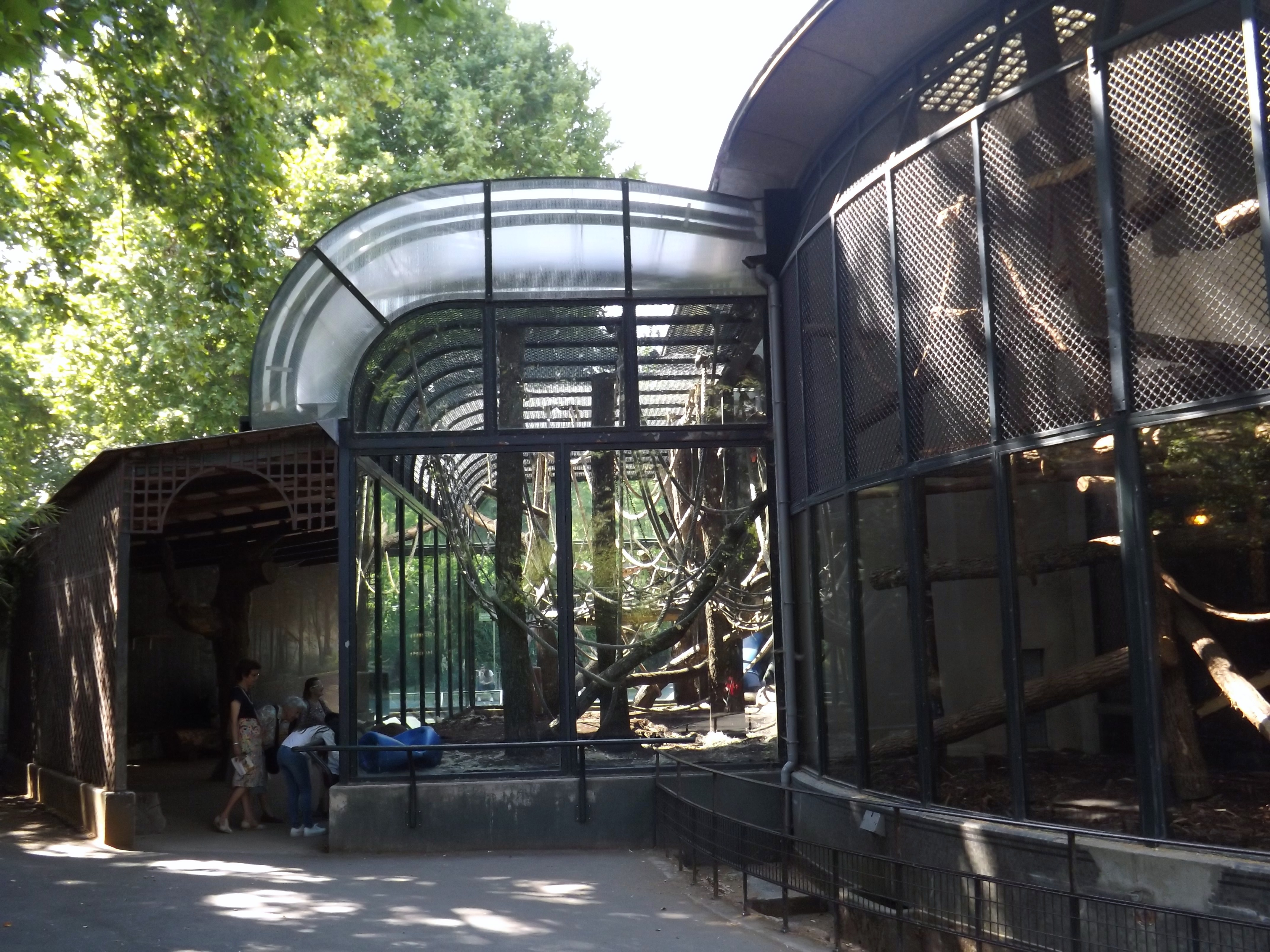
Loge extérieure des orangs-outans.
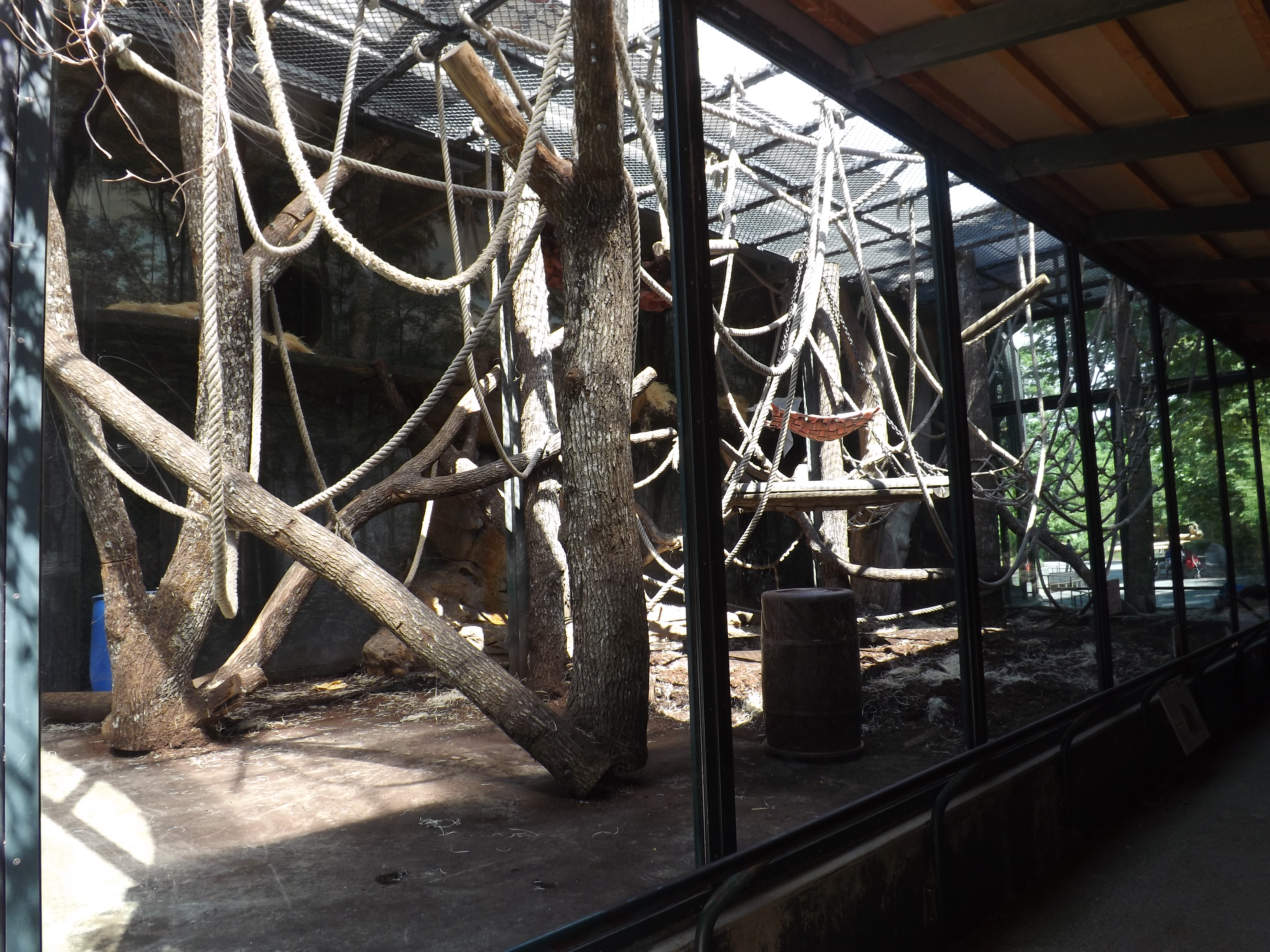
Vue rapprochée de la loge extérieure des orangs-outans.
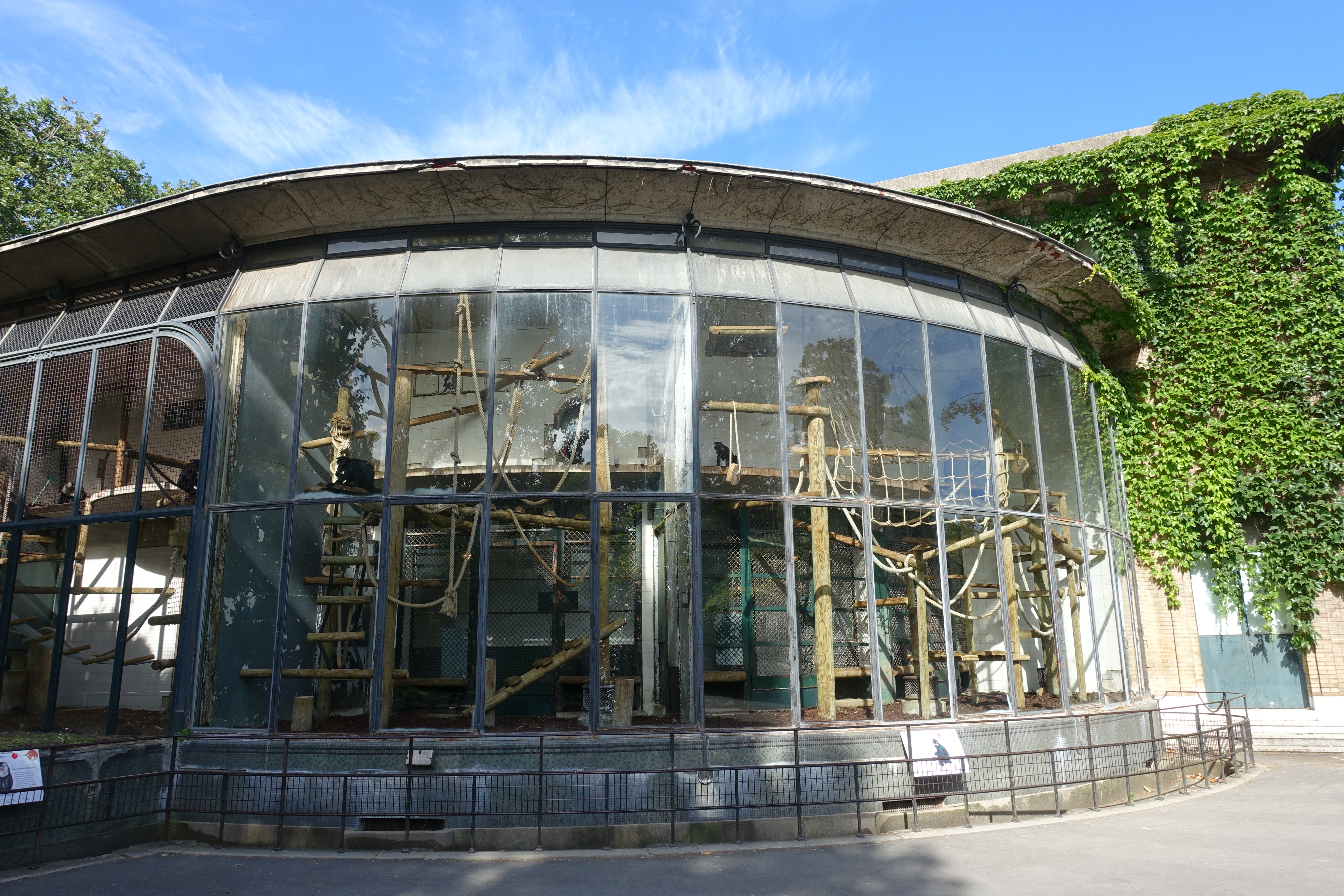
Loges des mangabeys noirs.
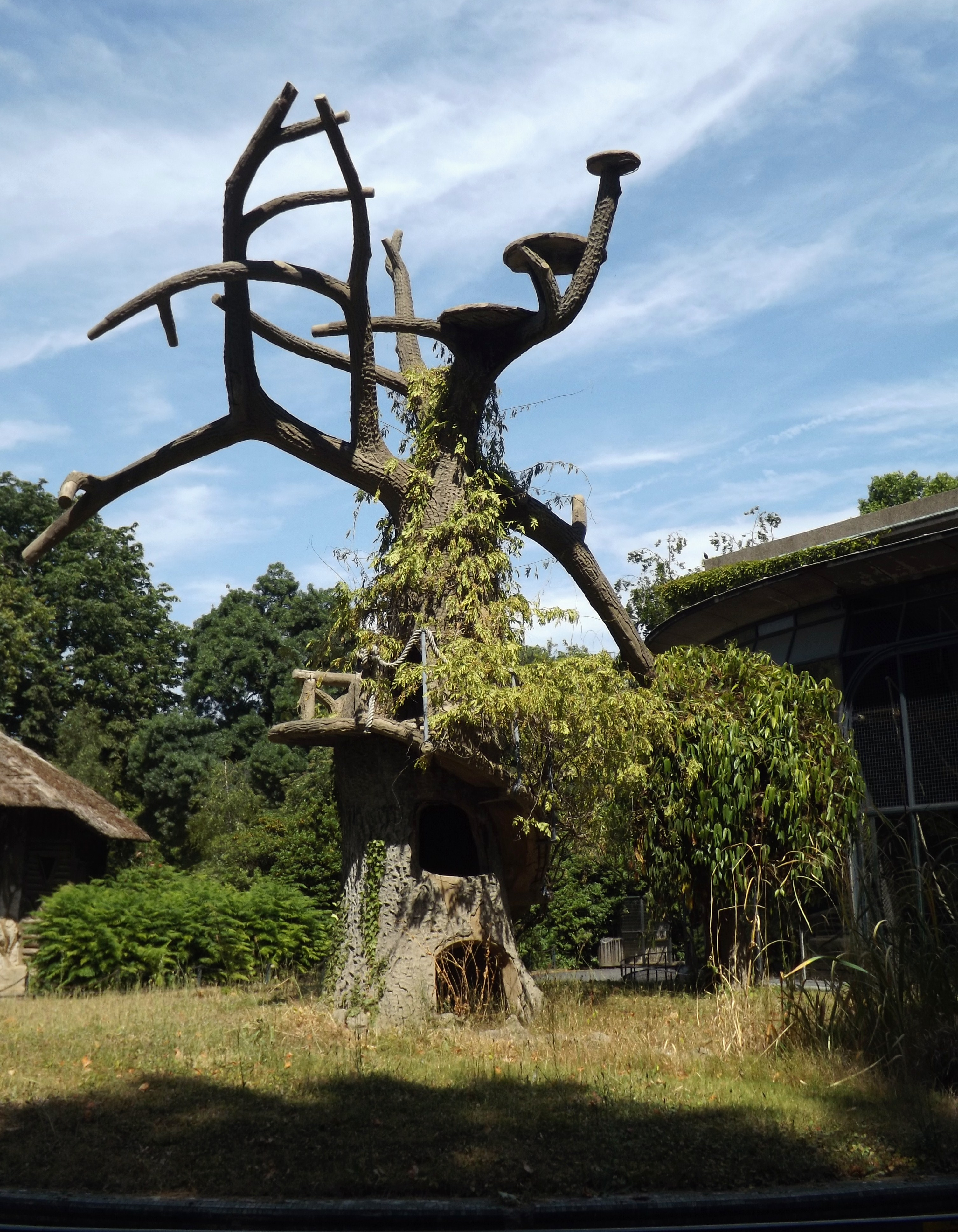
Agrets de la partie ouest de la singerie, aujourd'hui en partie démontée.

Elle présente aujourd'hui des macaques à queue de lion, des mangabeys couronnés, des mangabeys noirs, des cercopithèques de l'Hoest et cinq orangs-outans de Bornéo : un mâle, Banggi, et quatre femelles, Java, Tamü, Théodora et Nénette. En plus de l'attrait pour le public, ils contribuent à la préservation de l'espèce et à la recherche comportementale sur les Primates. Toutefois, les responsables du zoo ont estimé en 2015 que leur enclos nécessite des aménagements importants pour assurer leur bien-être et agrandir l'espace qui leur est dévolu. Faute de financements suffisants, ces grands singes pourraient quitter le jardin des plantes. Une campagne de financement participatif est lancée à cet effet fin 2018.
Le 17 octobre 2018, Théodora a donné naissance à une petite femelle, nommée Java. Le père est le mâle résident, Banggi,.

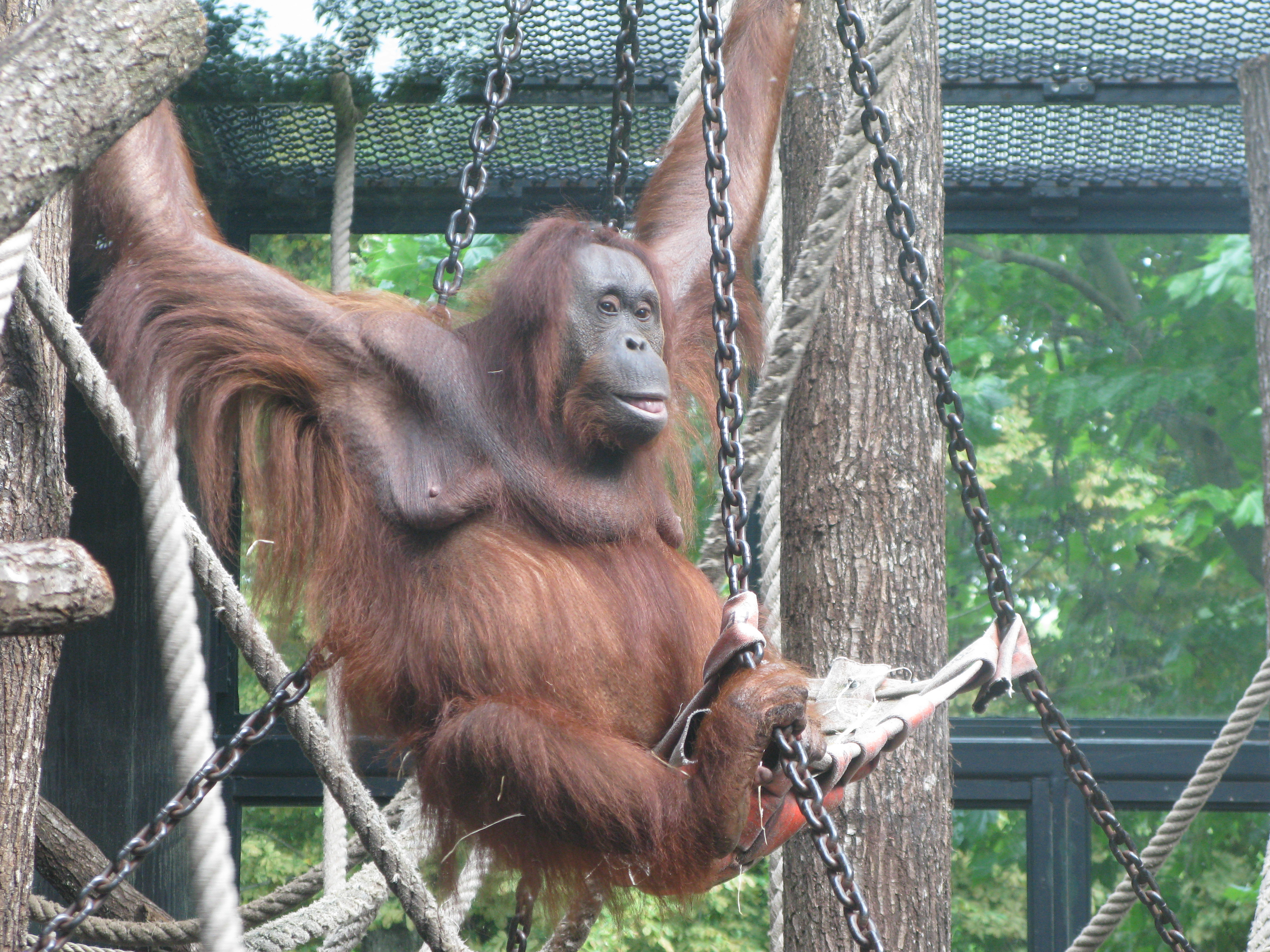
Théodora, l'une des cinq orangs-outans de Bornéo.
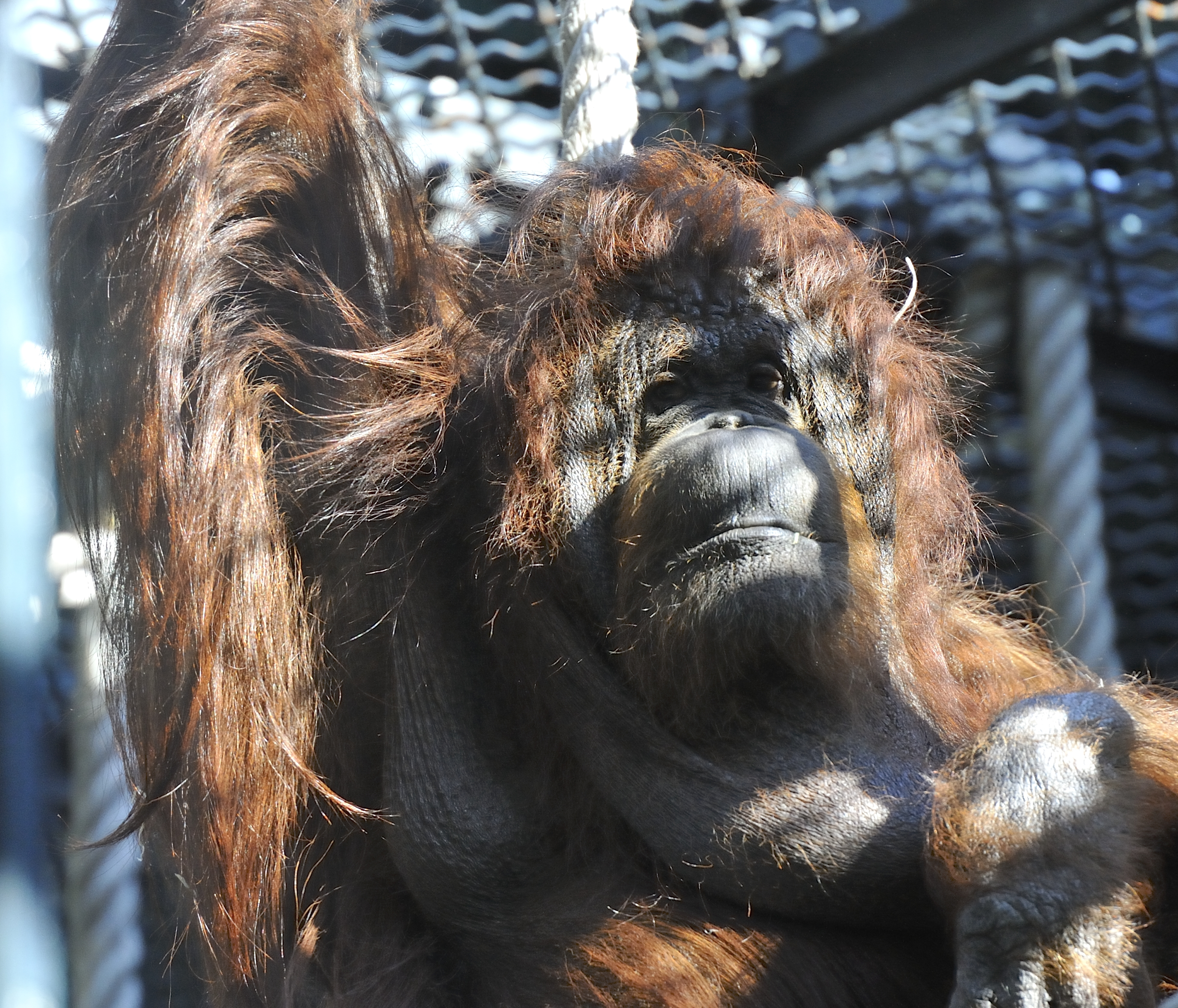
Nénette, la doyenne des orangs-outans.
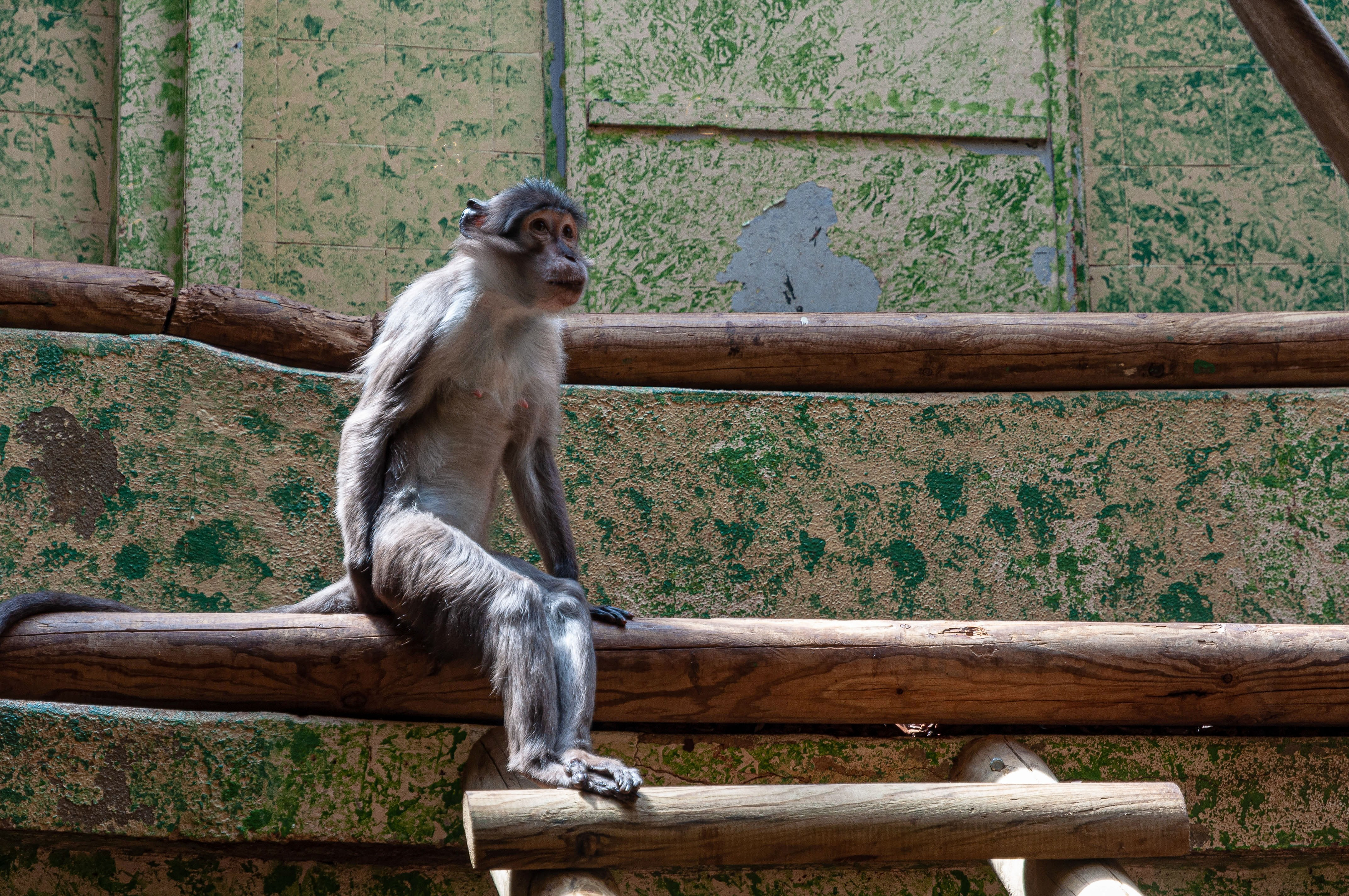
Un mangabey couronné dans sa loge intérieure.

### Faisanderies
Deux faisanderies, datant du XIXe siècle, sont présentes dans le parc. L'ancienne faisanderie, conçue par Destouches en 1827, présente notamment des kookaburras, des canards carolins, des gallicolombes poignardées, des rolliers d'Europe, des touracos violet, des outardes canepetières, des argus géants, des éperonniers napoléon et des tragopans de Temminck. La nouvelle faisanderie, conçue par Jules André en 1880, expose quant à elle des gouras de Scheepmaker, des agamis trompettes, des échasses blanches, des martins de Rothschild, ainsi que quelques espèces de primates : saïmiris de Bolivie, tamarins de Goeldi et tamarins-lions dorés.

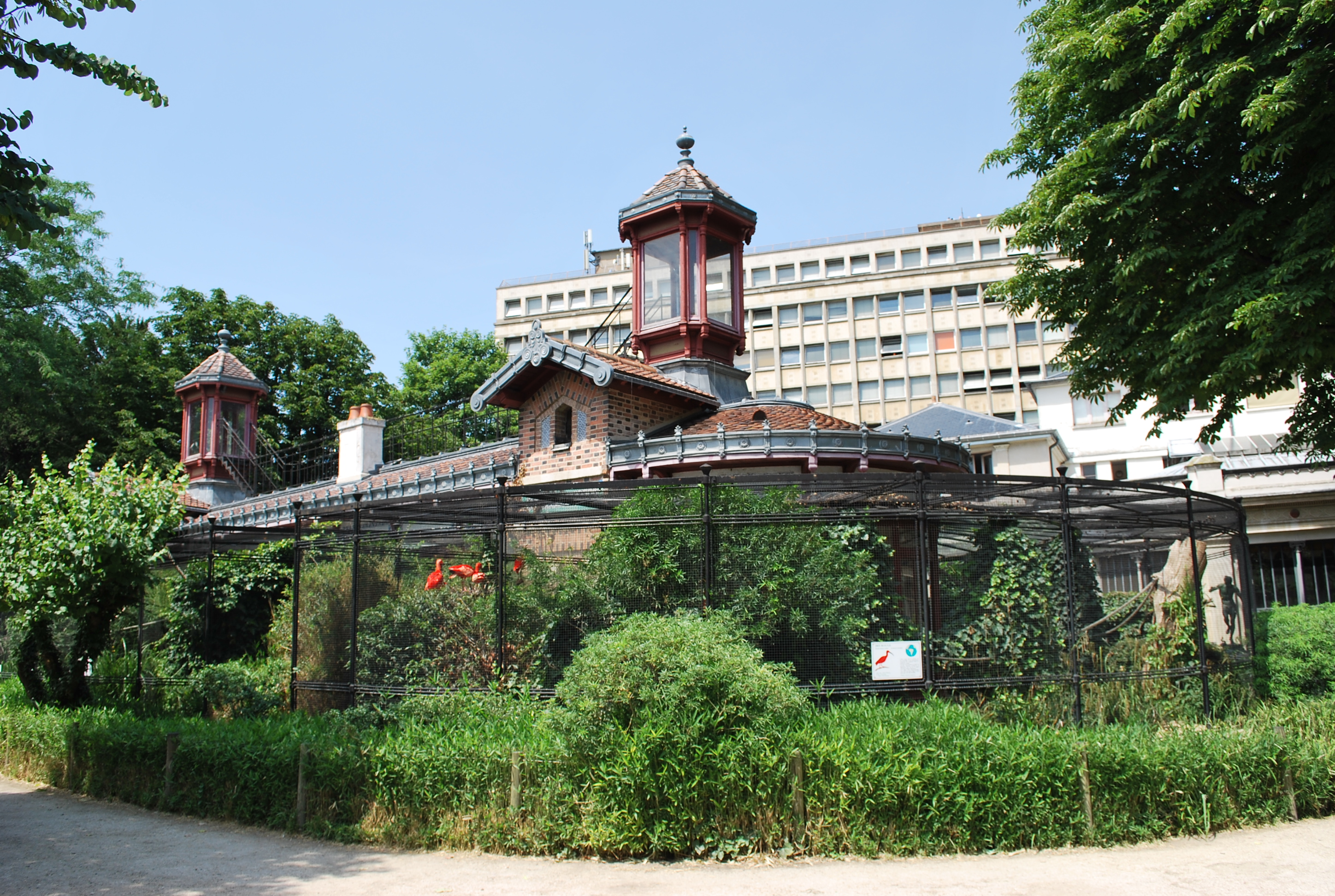
La Nouvelle Faisanderie (1880).

### Rotonde
Le plus ancien bâtiment toujours en place de la Ménagerie est la Rotonde, construite sous Napoléon, entre 1802 et 1812, sur les plans de Jacques Molinos, qui s'est inspiré d'une rosette de la Légion d'honneur. Après avoir servi à présenter de gros animaux, notamment des éléphants, la Rotonde a abrité dans la période 1990-2005 un « microzoo » créé par le professeur Yves Coineau et présentant sous microscopes la flore (spores, pollens) et la faune invisibles à l'œil nu,. Aujourd'hui, l'intérieur est voué aux locaux techniques et les enclos extérieurs sont utilisés pour présenter les tortues géantes des Seychelles et les grues à cou blanc.

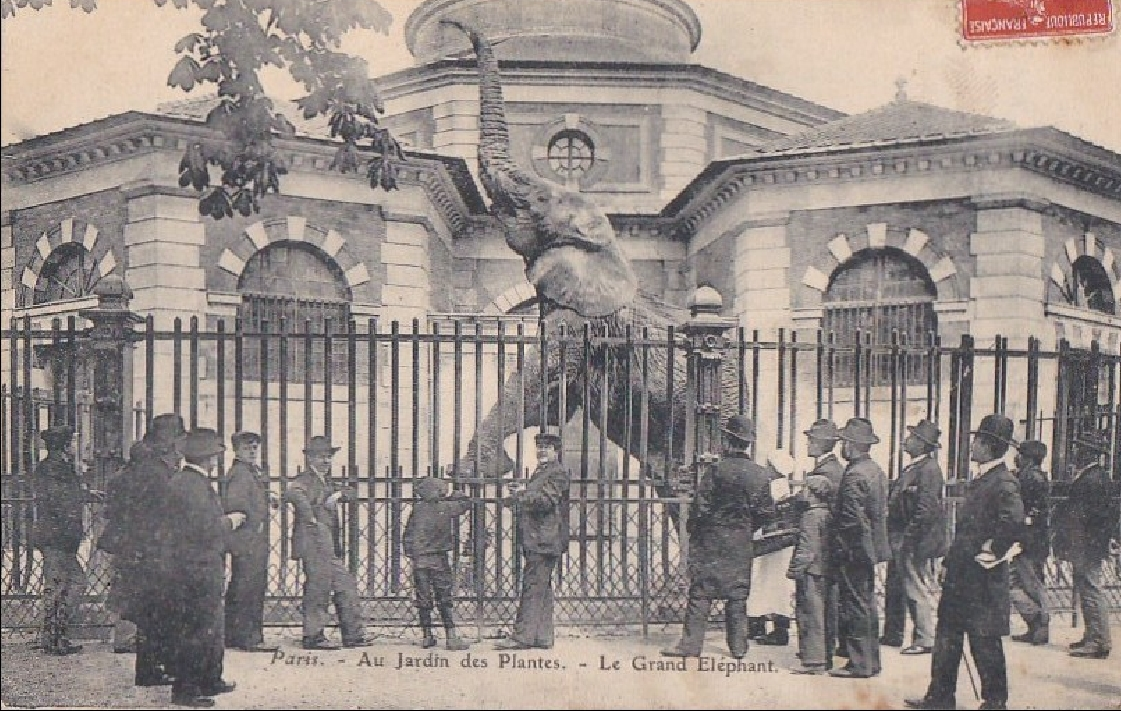
Un éléphant d'Afrique à la rotonde, dans les années 1900.
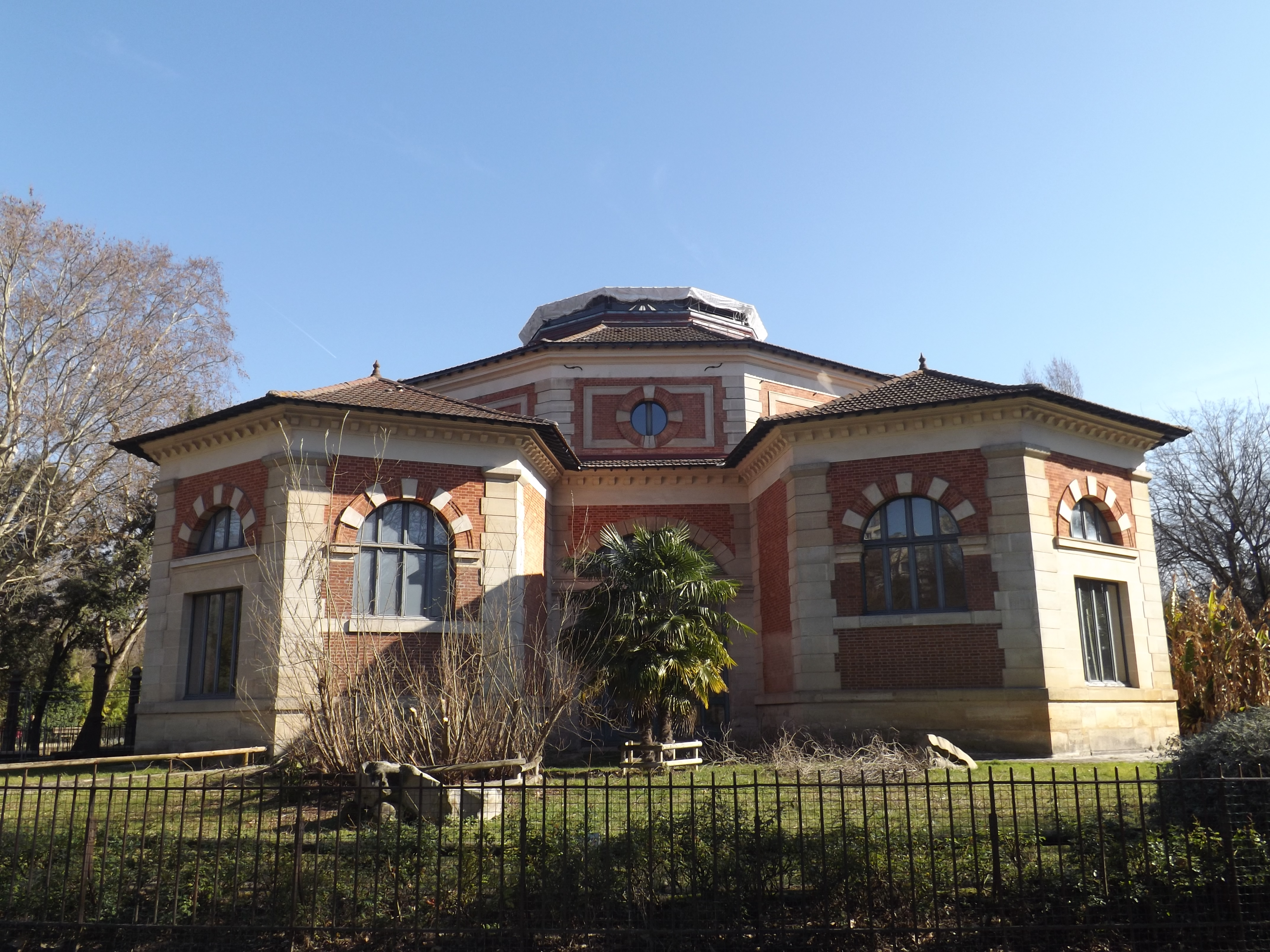
La face nord-ouest de la Rotonde.
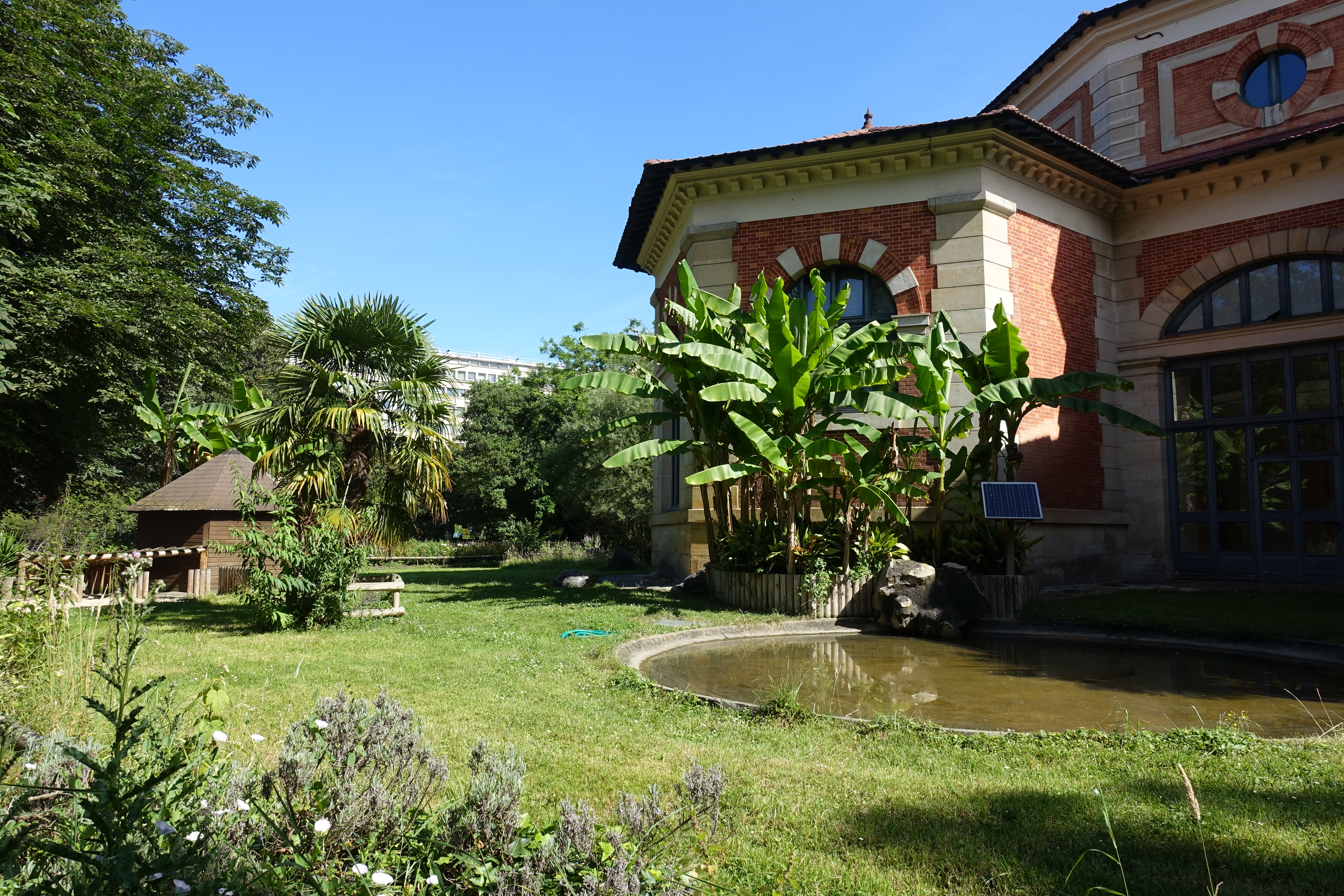
Enclos des tortues géantes, au pied de la face sud-ouest de la rotonde.
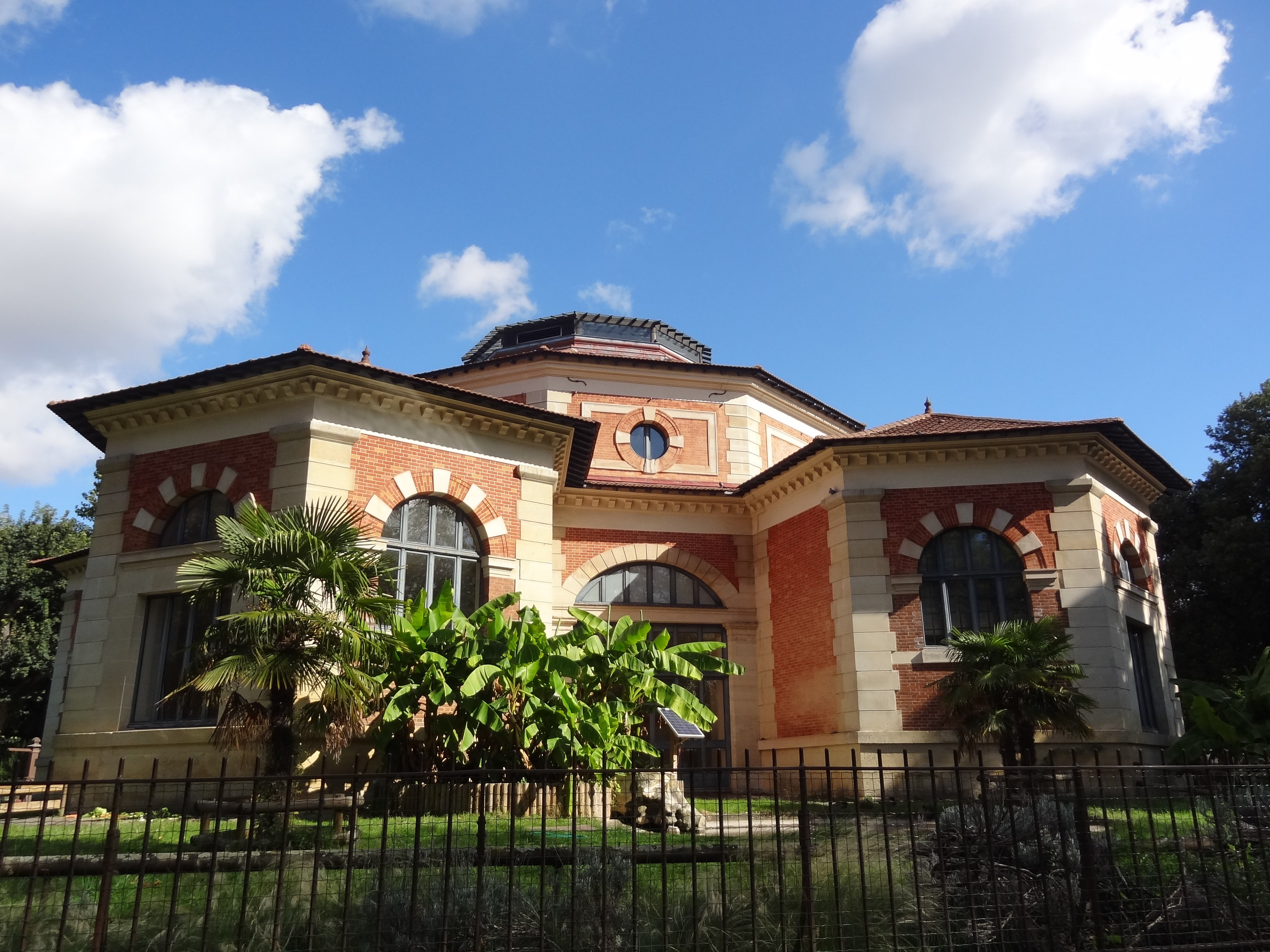
La face sud-ouest de la Rotonde.
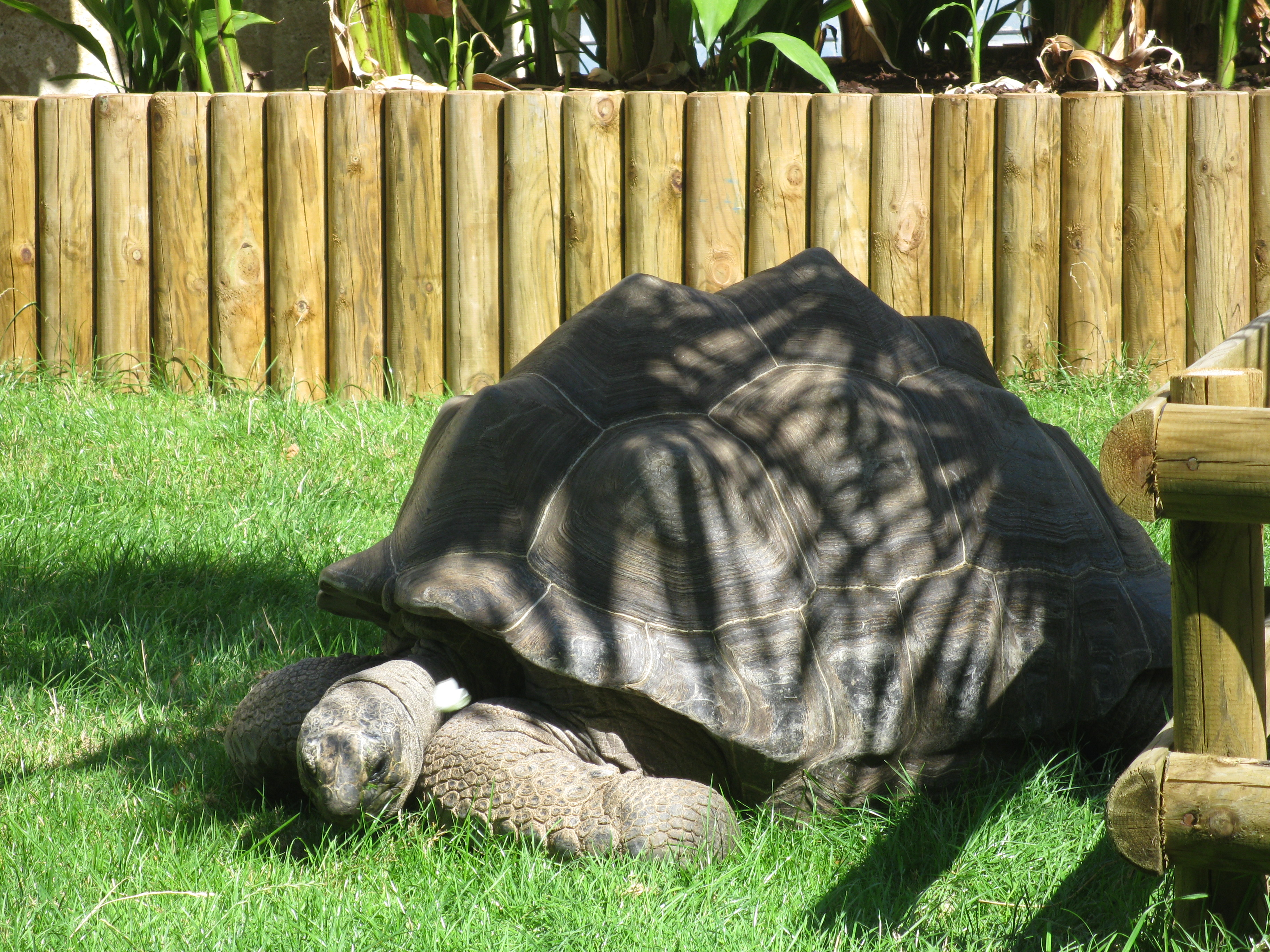
La conservation des Aldabrachelys gigantea des Seychelles, est une des missions de la Ménagerie.

### Grande volière
La grande volière métallique date de 1888 et a été conçue par Alphonse Milne-Edwards pour l’Exposition universelle de 1889. Un plan d'eau et des arbres permettent la présentation de nombreuses espèces d'oiseaux, comme les carpophages blancs, les canards à ailes blanches, les pirolles à bec rouge et les perruches Alexandre.

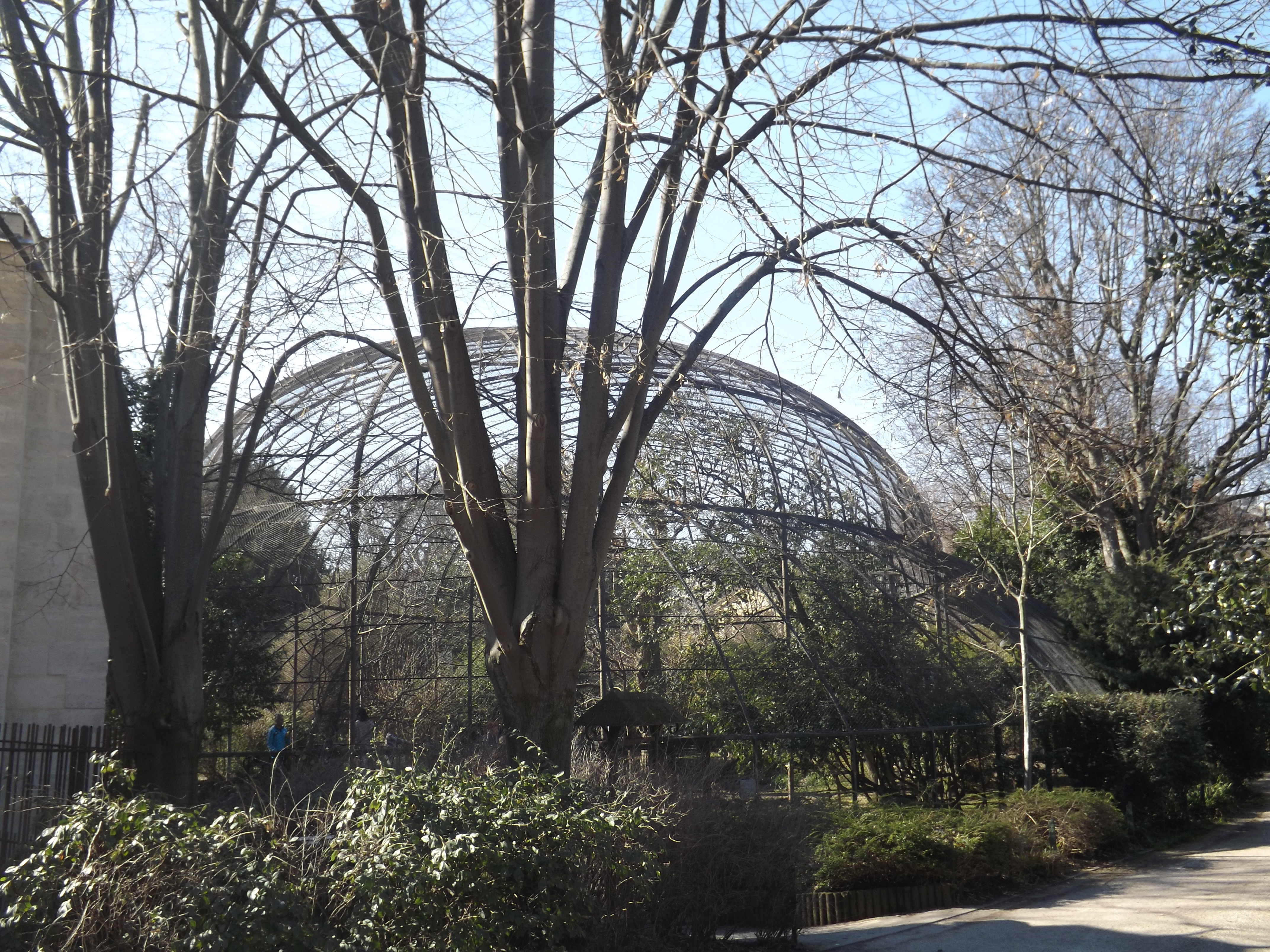
La grande volière vue depuis le pied de la Rotonde.
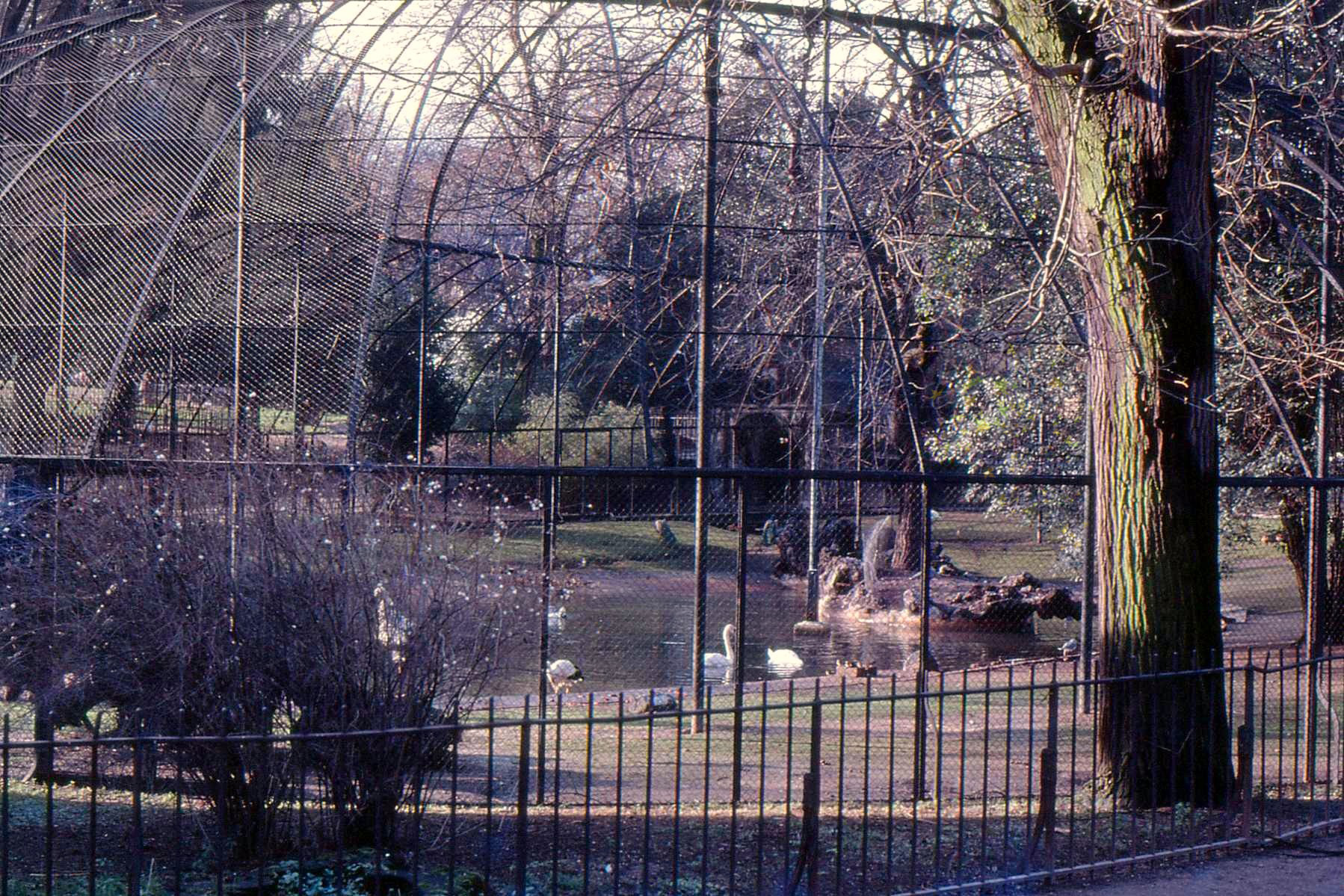
La grande volière.
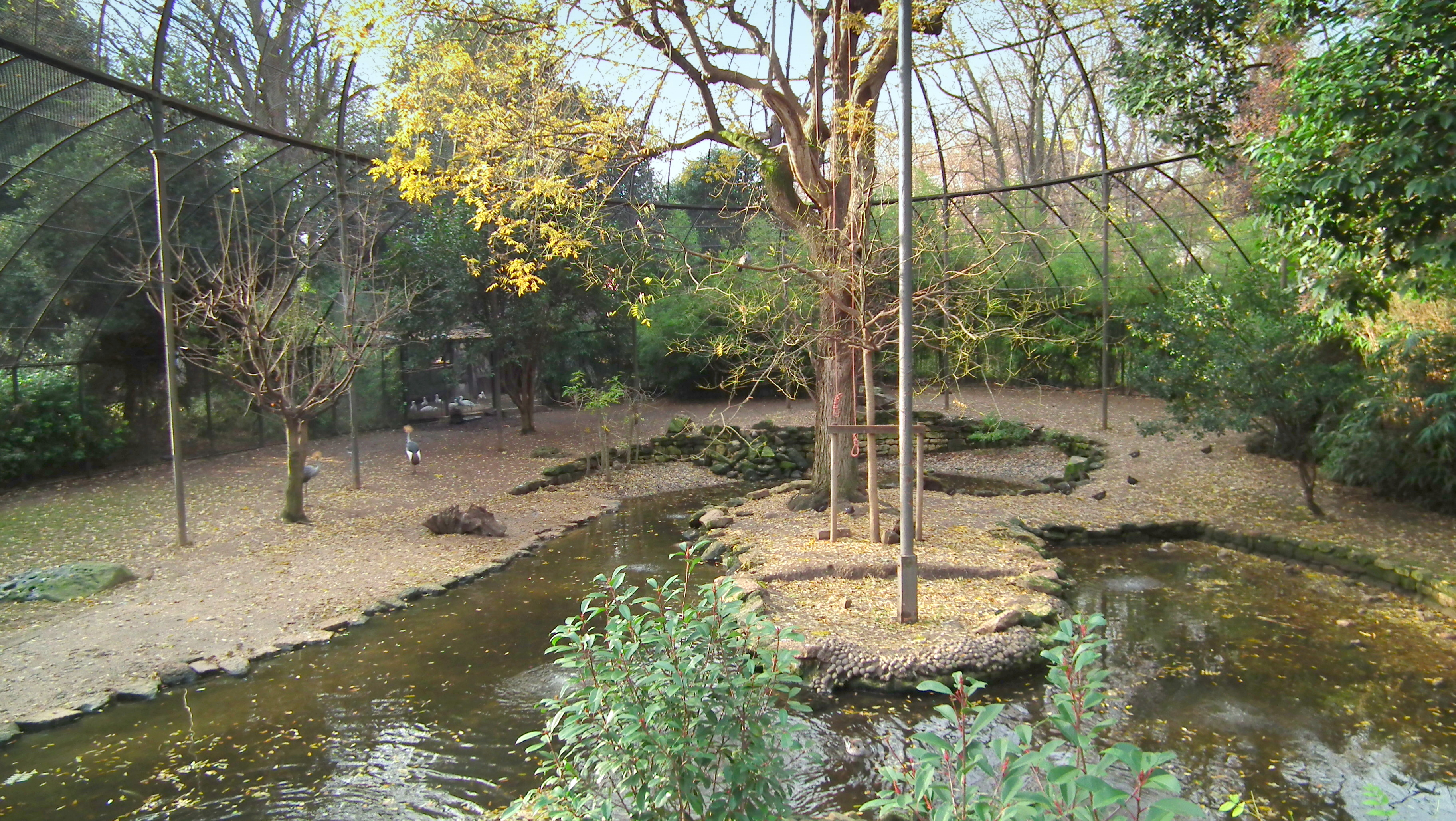
Intérieur de la grande volière.
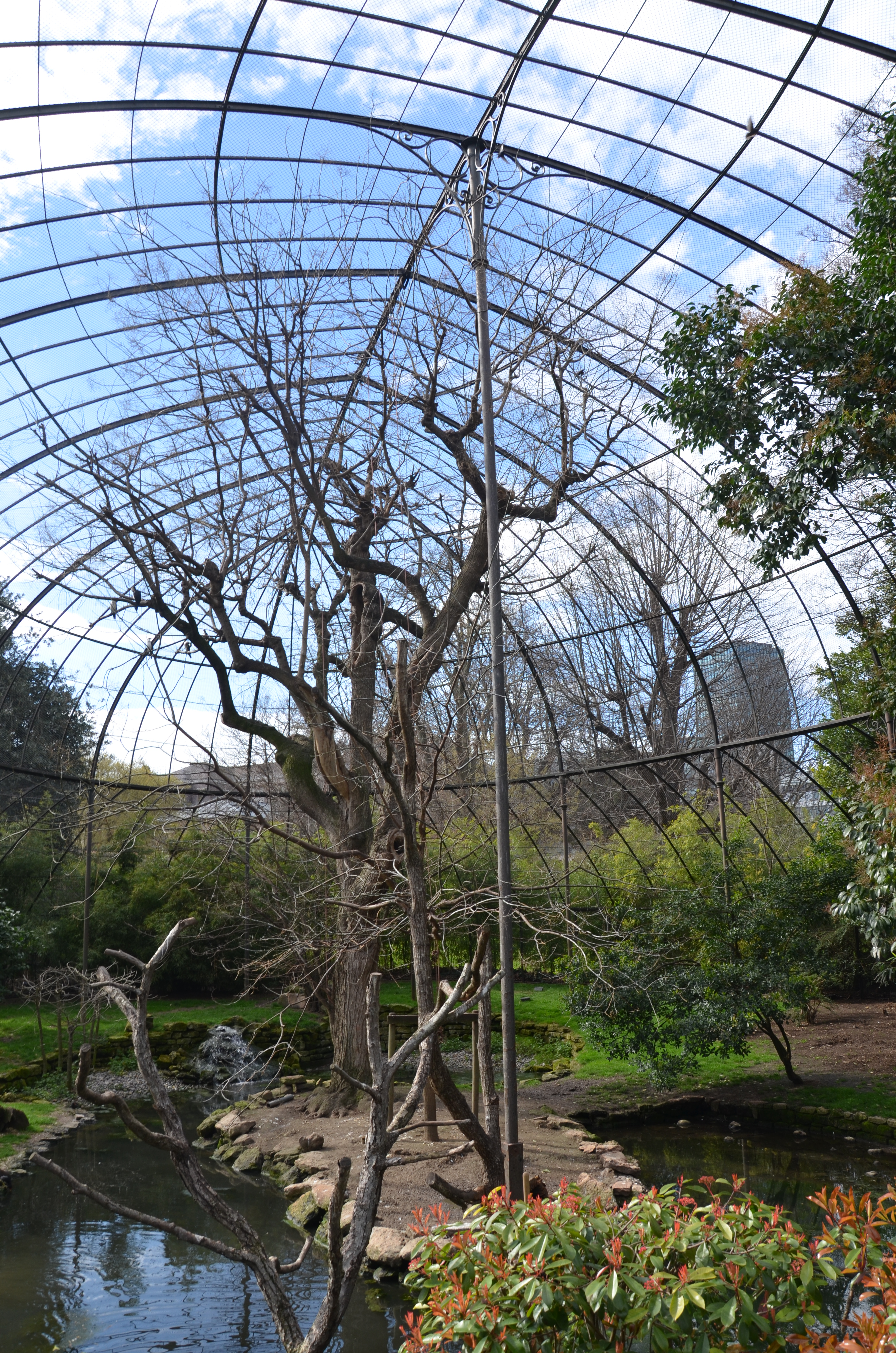
Intérieur de la grande volière.
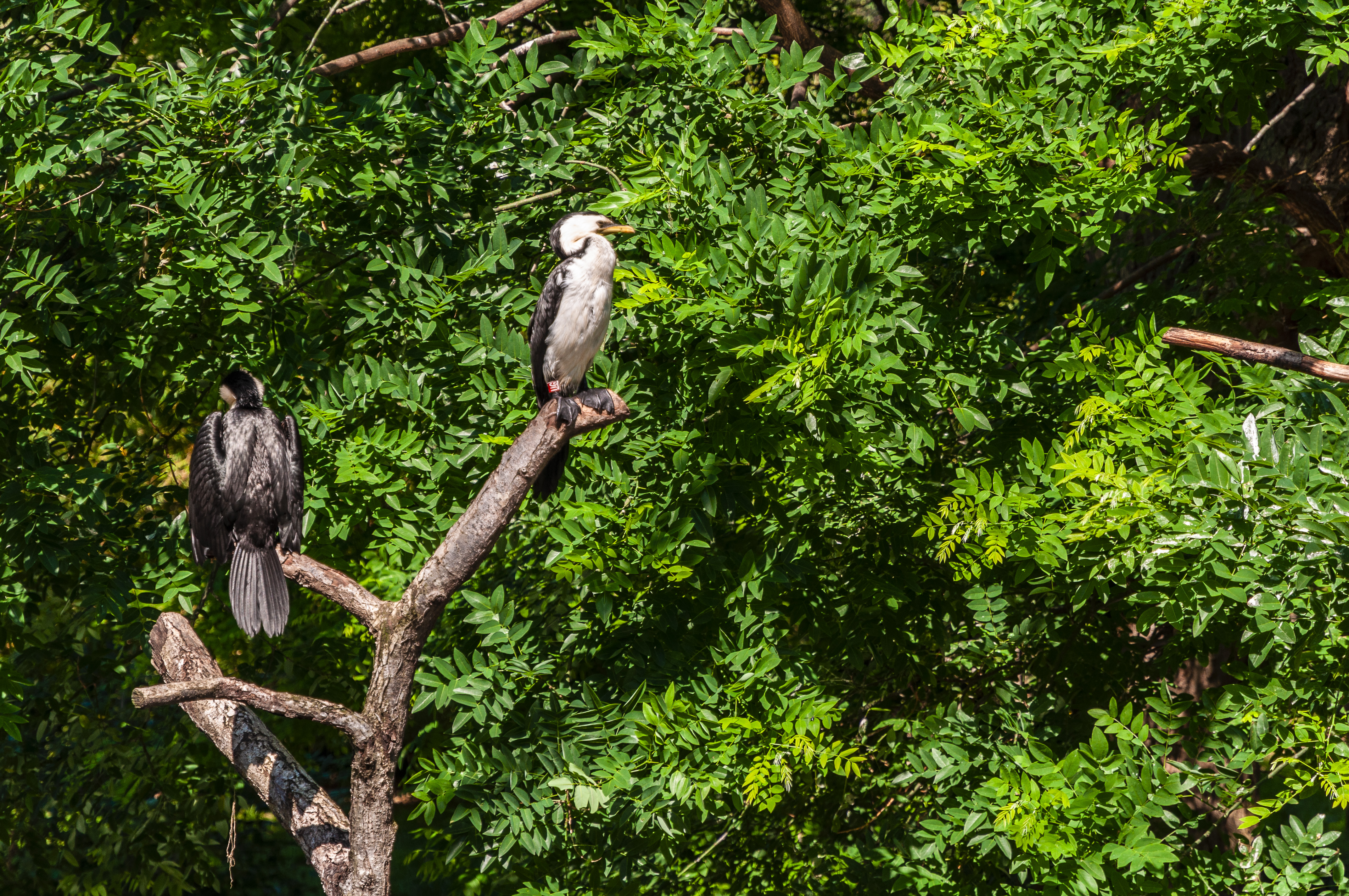
Cormorans pies, dans la grande volière du jardin des plantes de Paris.

### Autres installations
Des colonnes de pierre en forme de ruines attestent du goût romantique du XIXe siècle en matière paysagère ; elles sont parfois prises pour des ruines de l'abbaye St-Victor, mais en fait, avant la révolution française, celle-ci se trouvait sur l'emplacement des actuels Institut de physique du globe et « campus Jussieu » (voir Terre d'Alez) tandis que l'actuelle ménagerie comptait des bosquets, des dépôts de bois, des potagers et déjà des enclos pour les animaux du Jardin du Roi.
La Ménagerie compte également un laboratoire vétérinaire, conçu par Charles Rohault de Fleury en 1846, non visitable par le public. Des fosses aux ours, construites en 1805 sur des plans de Jacques Molinos, présentent aujourd'hui des binturongs et des pandas roux. Une nurserie, permettant l'éclosion de œufs en milieu contrôlé, ainsi que la présentation des dendrolagues de Goodfellow et des grands tatous velus, complètent l'ensemble.
Depuis 2016, l'ancien enclos des autruches et des dromadaires est maintenant occupé par un mâle tapir malais.

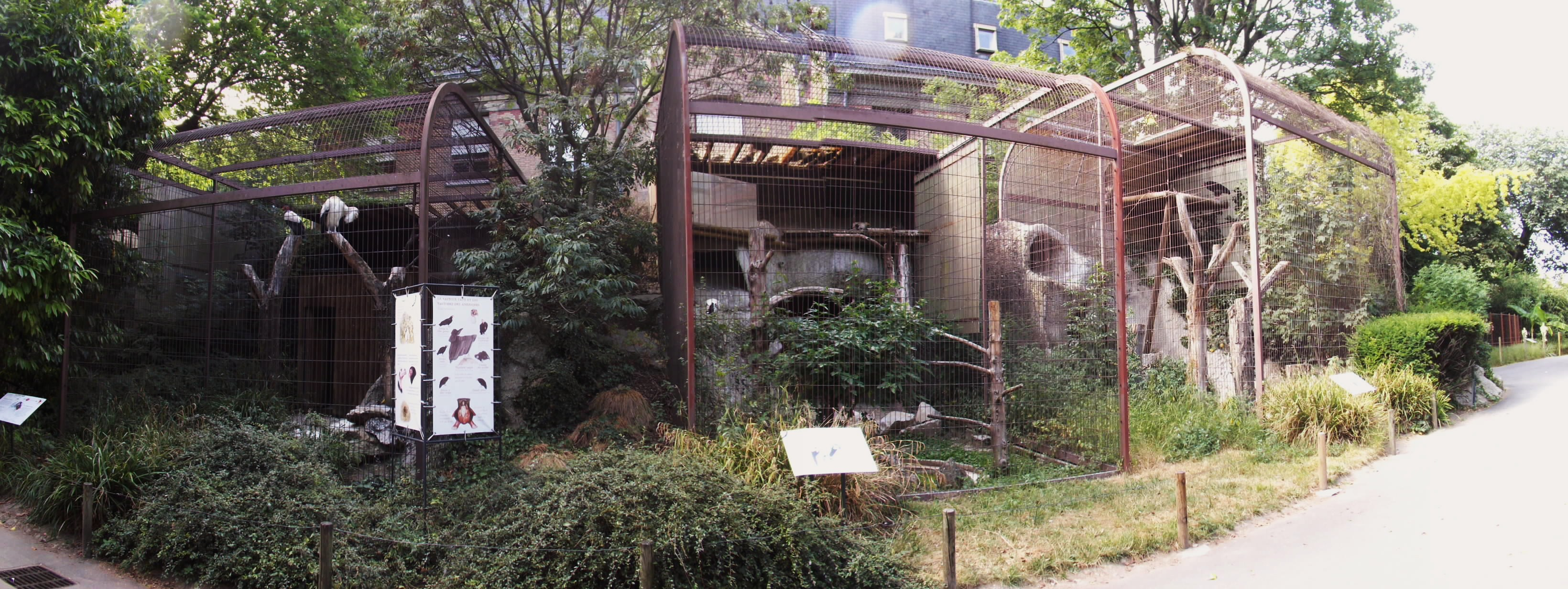
Volières des rapaces diurnes.
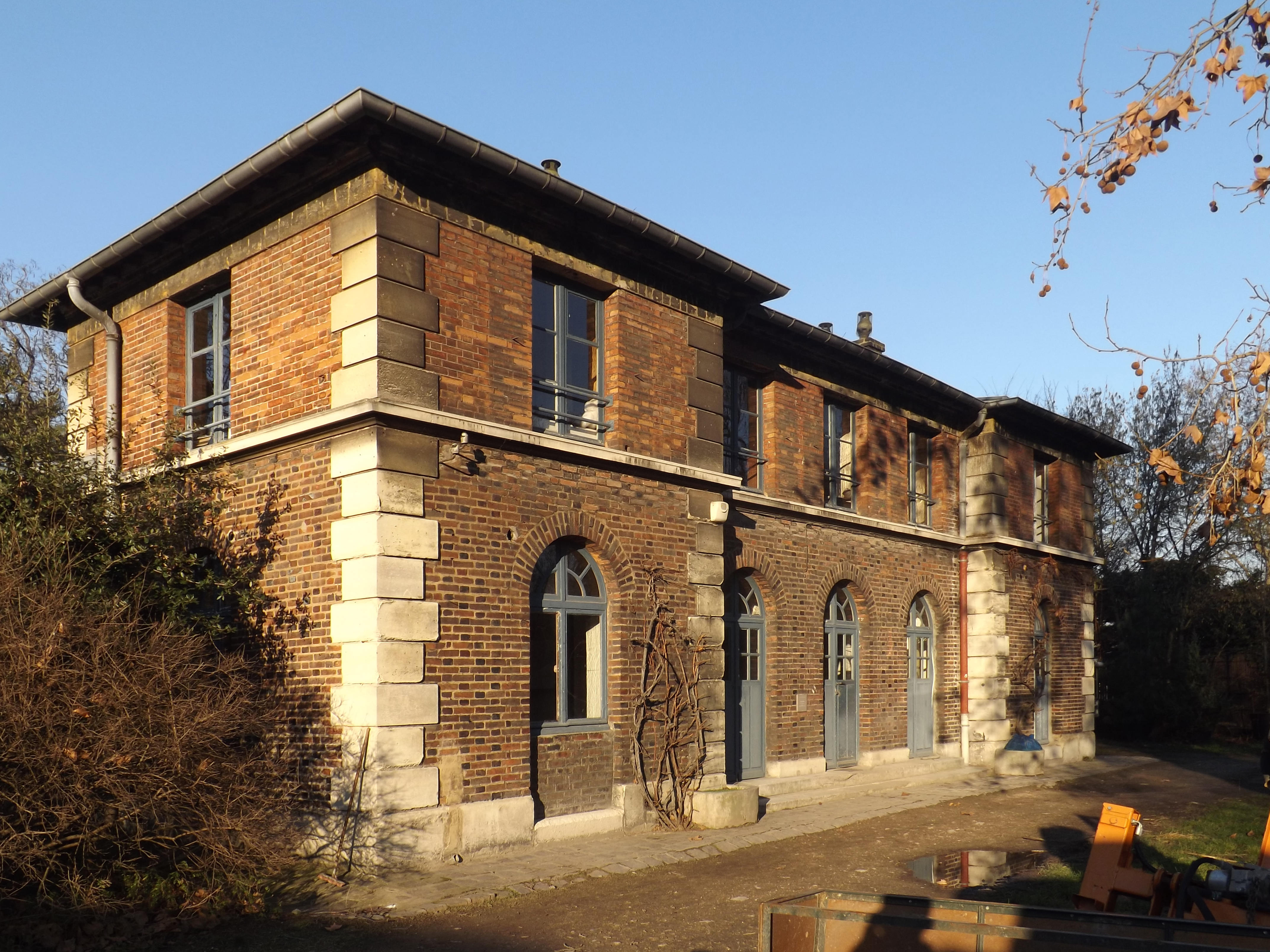
Laboratoire des vétérinaires de la Ménagerie, conçu par Charles Rohault de Fleury.
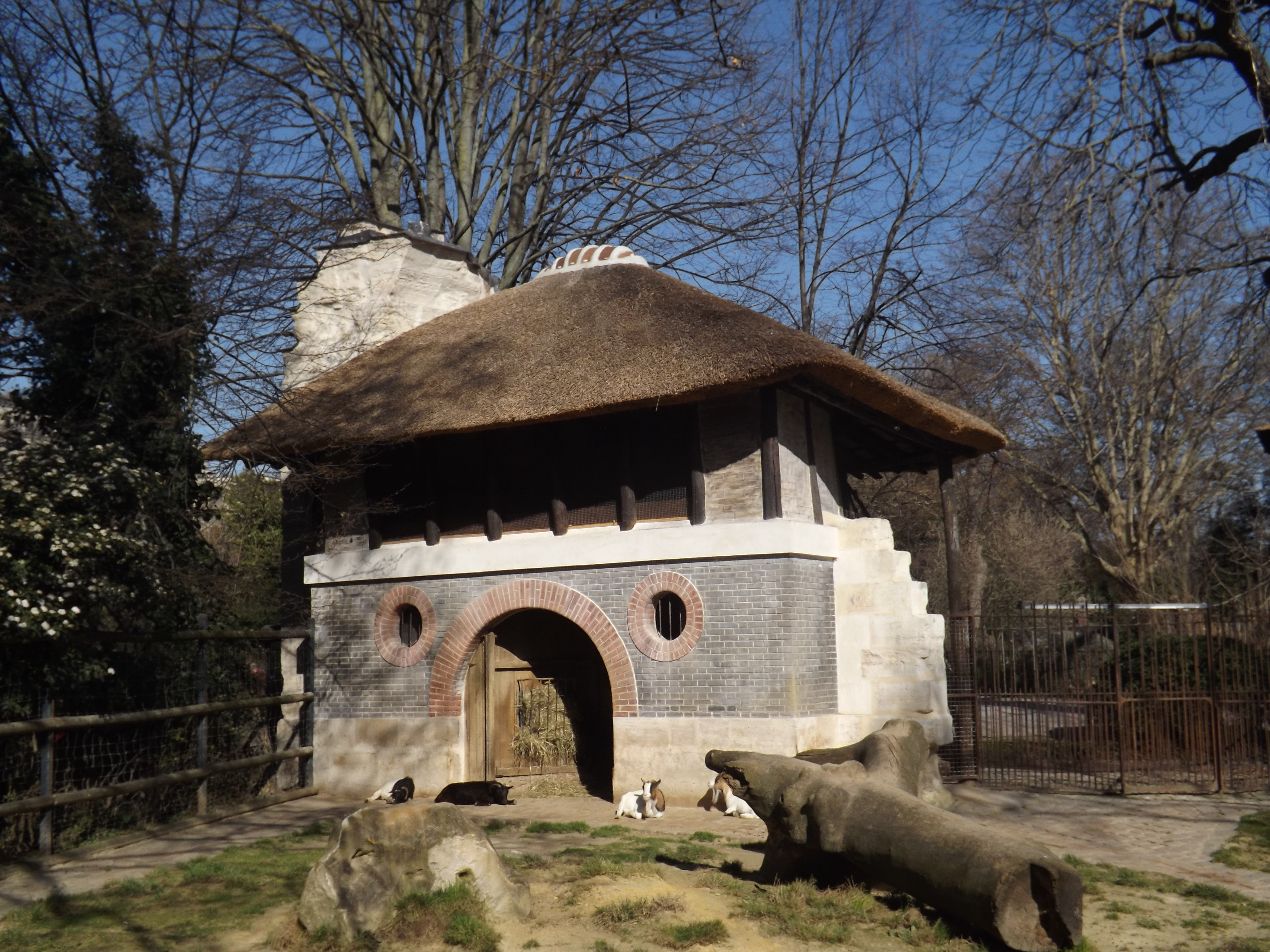
La fausse ruine romantique, dont l'enclos est occupé par les chèvres du Sénégal.
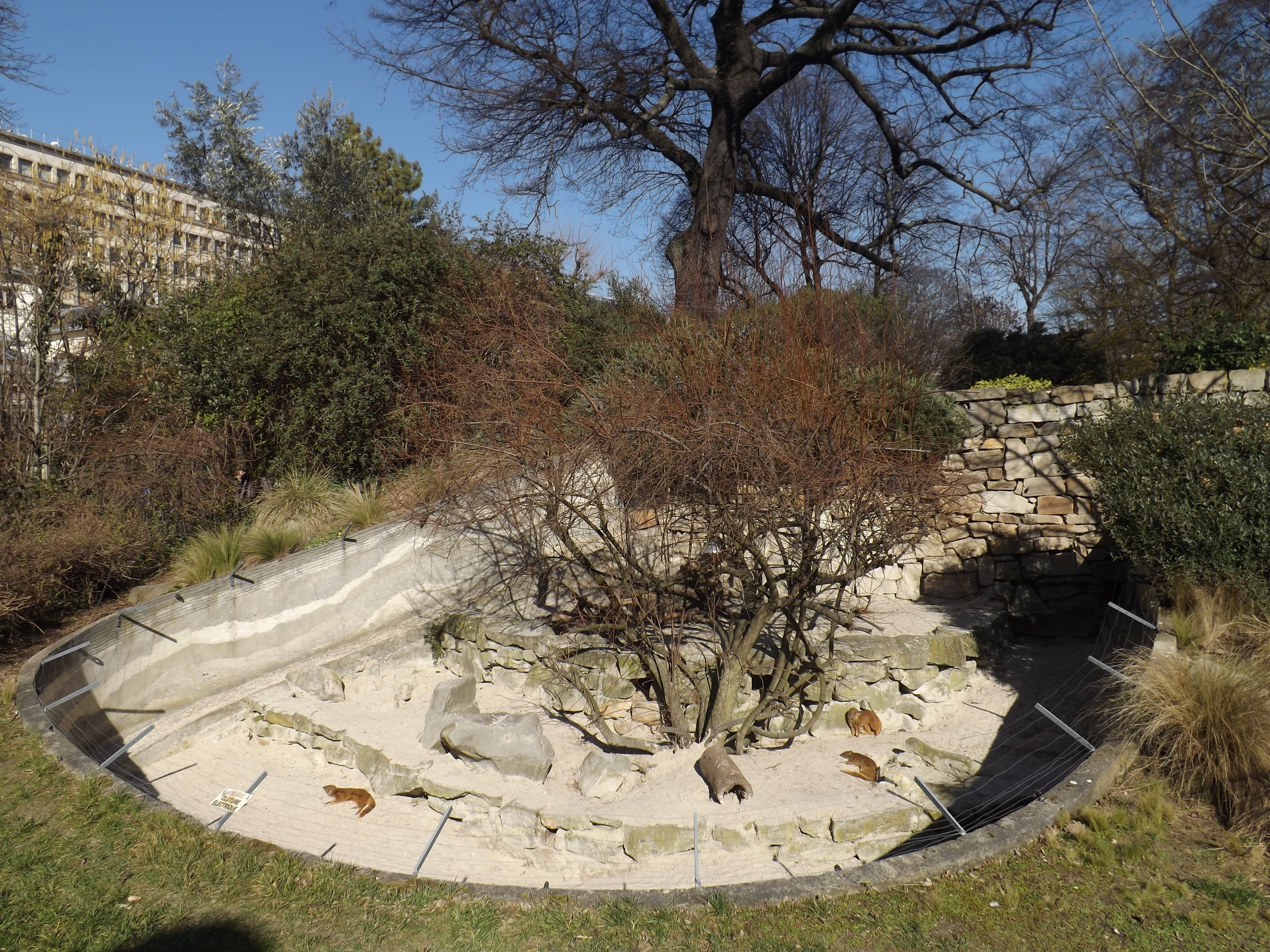
L'enclos des mangoustes jaunes.

En 2016, une souscription nationale est lancée pour sauver de la décrépitude la « fabrique » des chevaux de Przewalski, construite en 1890, dans le style des chaumières du « hameau de la Reine » construites pour Marie-Antoinette à Versailles. Sa rénovation est achevée début 2019. Les autres « fabriques » de la Ménagerie sont progressivement restaurées à leur tour.

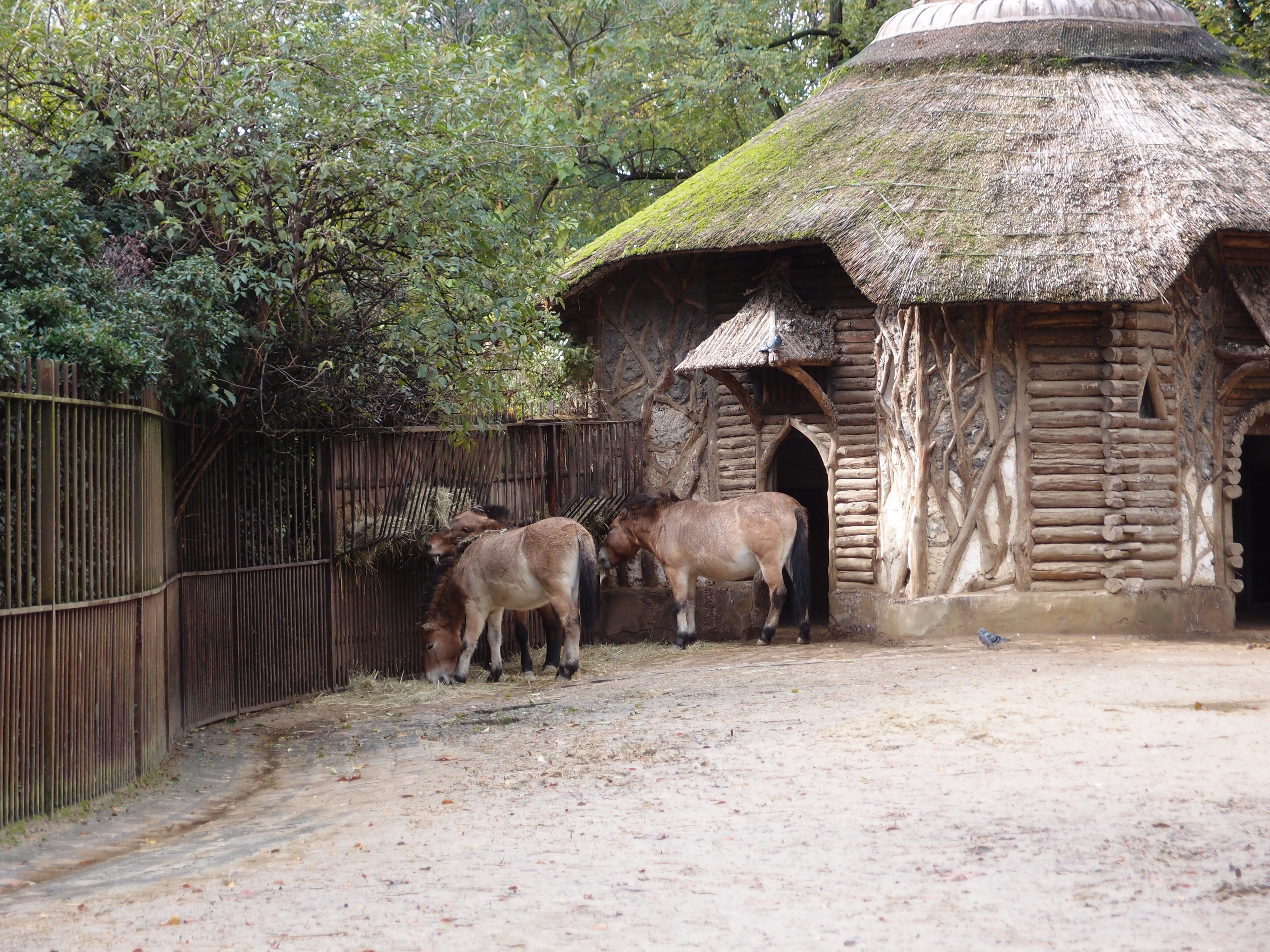
La « fabrique » des chevaux de Przewalski, avant rénovation.
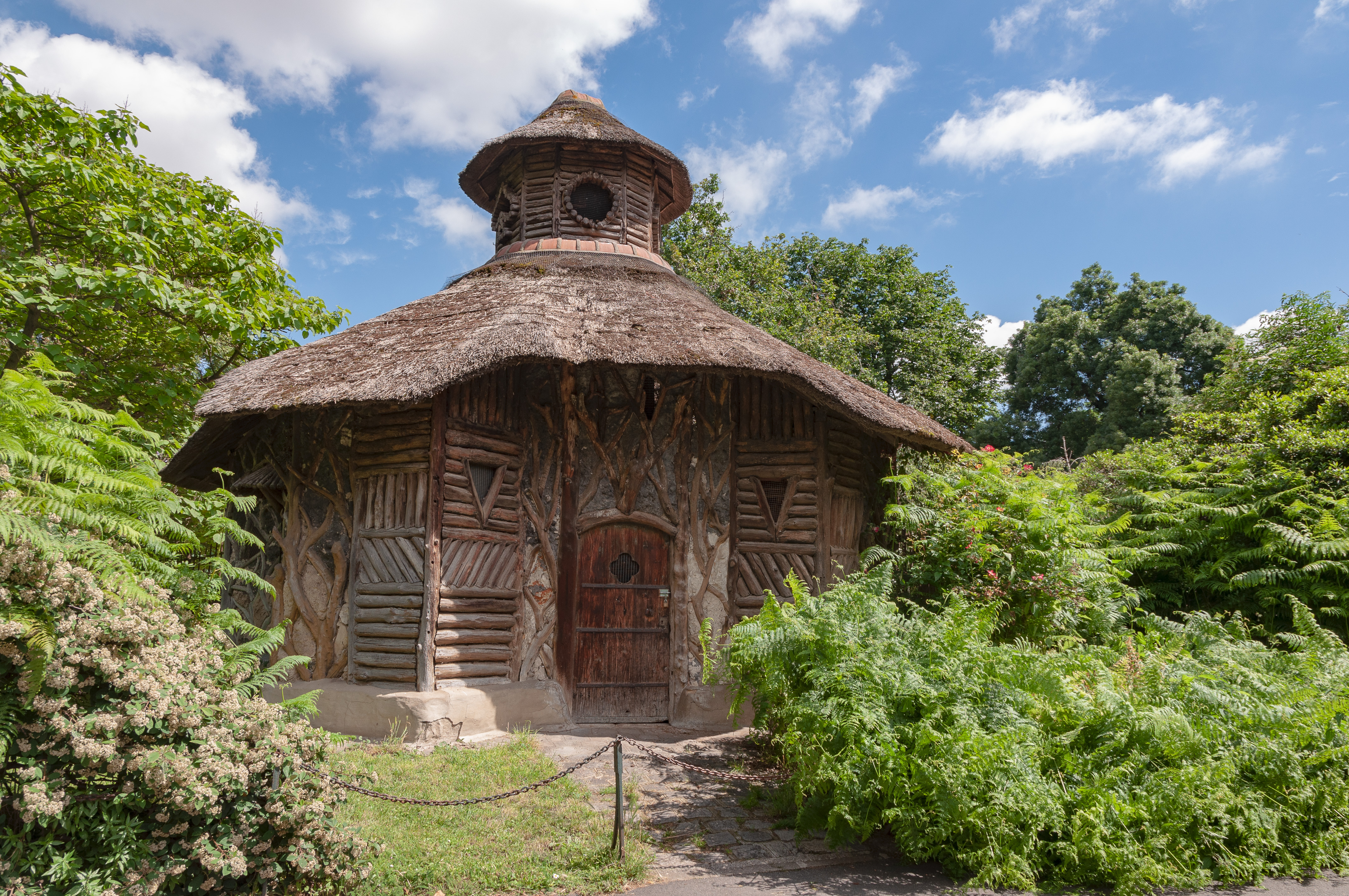
La « fabrique » des chevaux de Przewalski après rénovation.
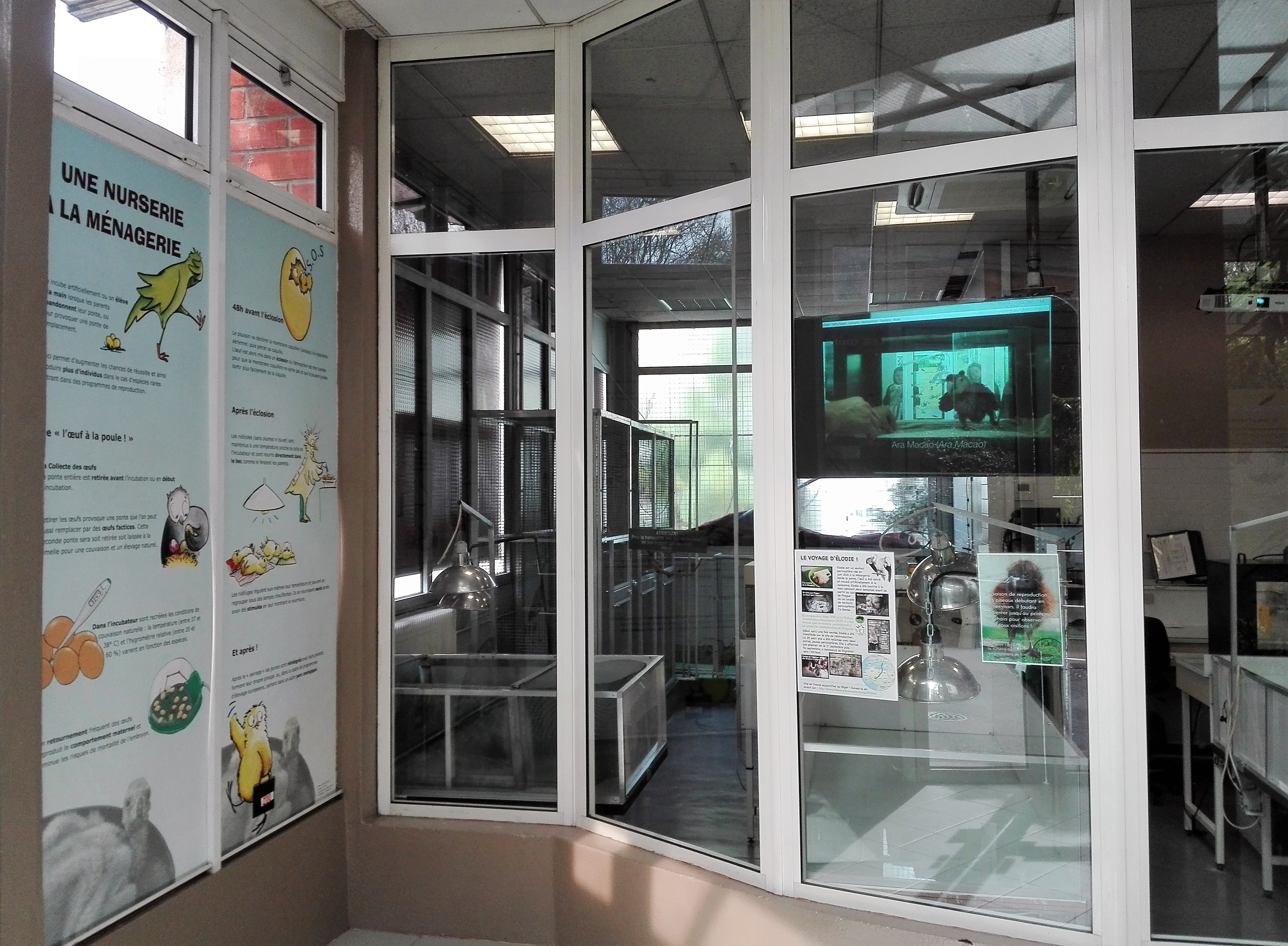
La nurserie, où peuvent être élevés certains oiseaux.
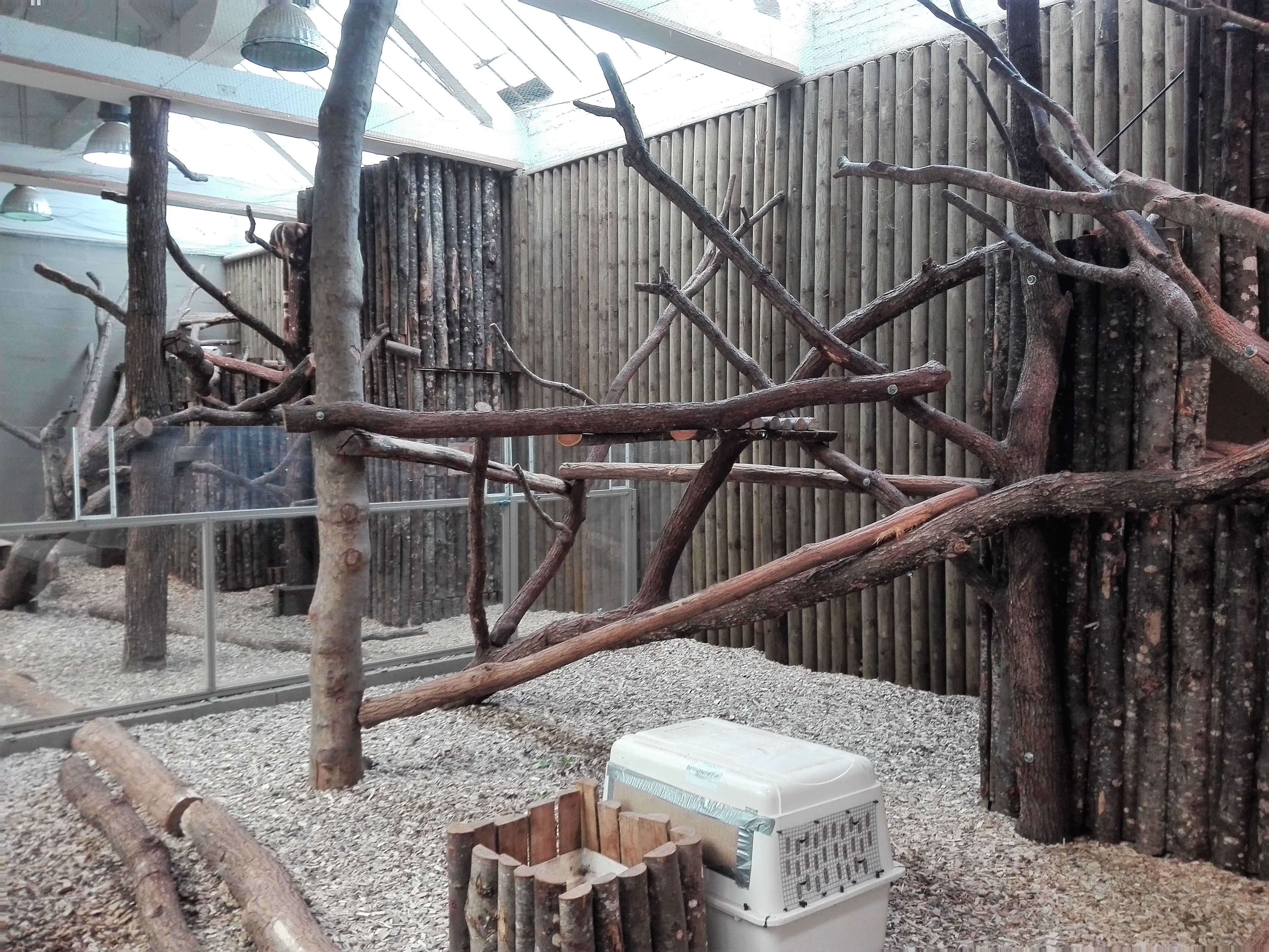
Enclos des dendrolagues de Goodfellow.

## La ménagerie dans la culture
La girafe Zarafa, arrivée à la Ménagerie le 30 juin 1827, était accompagnée par son soigneur égyptien dont l'une des occupations aurait été de la brosser pour décrocher les tiques et pour qu'elle ait belle allure : cela serait à l'origine des expressions populaires « peigner la girafe », « peindre la girafe » (pour un travail dont on ne comprend pas l'utilité) ou « se peigner à la girafe » (en raison des nombreuses illustrations, coiffures et objets au décor dit « à la girafe » alors à la mode). Elle a également inspiré un couple de personnages typiques du Carnaval de Paris : La girafe et son cornac.
Devant la galerie d'herpétologie, la statue du Charmeur de serpents de Charles-Arthur Bourgeois (1862) est installée en 1868. L'y rejoint vers 1883 le Chasseur de crocodiles » du même sculpteur. D'abord ornant, à partir de 1876, le « Jardin des reptiles », la statue Ève tentée par le serpent du sculpteur Gaston Guitton est, en 1936, transférée par le Muséum à son aquarium et musée de la mer de Dinard. En 1952, cette statue est jugée « indécente et immorale » par une organisation religieuse locale qui la vandalise. Mieux admise par la suite, elle est restée à Dinard, dans l'établissement hôtelier qui a succédé à l'« aquarium et musée de la mer » sur leur ancien site.
Les peintres Roger Reboussin et Henri Rousseau ont représenté plusieurs espèces de la Ménagerie.
Le poète autrichien Rainer Maria Rilke a écrit un poème sur la panthère du Jardin des plantes, intitulé La Panthère.
Dans Le Livre de San Michele (1929), le docteur Axel Munthe raconte ses longs face-à-face avec le gorille de la galerie des primates et la communication émotionnelle non verbale qui s'établissait parfois entre eux.
En 2007, Stéphane Audeguy publie Histoire du lion Personne (Seuil) où il narre, indirectement, la vie d'un lion sauvé enfant au Sénégal puis envoyé en France, et qui est témoin de la création de la Ménagerie du Jardin national (devenue Jardin zoologique).
Des scènes de films comme Les Bonnes Femmes de Claude Chabrol (1960) ou Les Aventures extraordinaires d'Adèle Blanc-Sec de Luc Besson (2010) ont été tournées dans la ménagerie.
Une femelle orang-outan, née à Bornéo en 1969 et installée à la ménagerie depuis 1972, fait l'objet d'un film documentaire de Nicolas Philibert intitulé Nénette et sorti le 31 mars 2010.

## Accès
La Ménagerie, qui a plusieurs entrées, une du côté du Jardin des plantes et une autre du côté du quai Saint-Bernard, est desservie par le Métro de Paris (station Gare d'Austerlitz) et par la ligne C du RER (Gare de Paris-Austerlitz).